# Lista siturilor arheologice din județul Botoșani - S
Lista siturilor arheologice din județul Botoșani - S conține toate siturile arheologice din județul Botoșani înscrise în Repertoriul Arheologic Național (RAN) și aflate în localități al căror nume începe cu litera S. RAN este administrat de Ministerul Culturii și Patrimoniului Național și cuprinde date științifice, cartografice, topografice, imagini și planuri, precum și orice alte informații privitoare la zonele cu potențial arheologic, studiate sau nu, încă existente sau dispărute.
Puteți căuta un sit din localitățile care încep cu litera S folosind formularul de mai jos sau puteți naviga prin toate siturile din județ la Lista siturilor arheologice din județul Botoșani.
| Cod RAN                                  | Denumire | Localitate                                    | Adresă                                 | Datare                                          | Descoperit                                        | Coordonate                                    | Imagine           | Erori            |
| ---------------------------------------- | --- | --------------------------------------------- | -------------------------------------- | ----------------------------------------------- | ------------------------------------------------- | --------------------------------------------- | ----------------- | ---------------- |
| 38991.03.01 (Cod LMI: BT-I-s-B-01835)    | Așezarea La Téne târziu de la Suharău - Lotul invalizilor / ansamblu anonim (Categorie: locuire civilă) (Tip: Așezare)                       | sat Suharău, comuna Suharău                   | Lotul invalizilor                      | dacilor liberi sec. II - III                    | P. Șadurschi 1983                                 | 48°08′19″N 26°26′41″E / 48.1385°N 26.44482°E  | Încărcați imagine | Raportați eroare |
| 38152.03.02 (Cod LMI: BT-I-s-A-01832)    | Situl arheologic de la Stâncești - Cetatea de la Bobeica / ansamblu anonim (Categorie: locuire) (Tip: Fortificație de pământ)                | sat Stâncești, comuna Mihai Eminescu          | Cetatea de la Bobeica                  | getică sec. VI - III a. Chr.                    | 1908 1870                                         | 47°44′08″N 26°35′46″E / 47.73555°N 26.59604°E | Încărcați imagine | Raportați eroare |
| 38152.03.01 (Cod LMI: BT-I-s-A-01832)    | Situl arheologic de la Stâncești - Cetatea de la Bobeica / ansamblu anonim (Categorie: locuire) (Tip: așezare deschisă)                      | sat Stâncești, comuna Mihai Eminescu          | Cetatea de la Bobeica                  | Cucuteni aprox. 4.500- 3.500 ani                | 1908 1870                                         | 47°44′08″N 26°35′46″E / 47.73555°N 26.59604°E | Încărcați imagine | Raportați eroare |
| 38152.03.03 (Cod LMI: BT-I-s-A-01832)    | Situl arheologic de la Stâncești - Cetatea de la Bobeica / ansamblu anonim (Categorie: locuire) (Tip: așezare deschisă)                      | sat Stâncești, comuna Mihai Eminescu          | Cetatea de la Bobeica                  |                                                 | 1908 1870                                         | 47°44′08″N 26°35′46″E / 47.73555°N 26.59604°E | Încărcați imagine | Raportați eroare |
| 36934.02.01 (Cod LMI: BT-I-s-B-01771)    | Situl arheologic de la Schit-Orășeni - "Dumbrava Mică" / ansamblu anonim (Categorie: locuire civilă) (Tip: Așezare)                          | sat Schit-Orășeni, comuna Cristești           | Dumbrava Mică                          | Cucuteni aprox. 4.500- 3.500 ani                | P. Șadurschi 1990                                 | 47°38′00″N 26°42′13″E / 47.63335°N 26.70374°E | Încărcați imagine | Raportați eroare |
| 36934.02.02 (Cod LMI: BT-I-s-B-01771)    | Situl arheologic de la Schit-Orășeni - "Dumbrava Mică" / ansamblu anonim (Categorie: locuire civilă) (Tip: Așezare)                          | sat Schit-Orășeni, comuna Cristești           | Dumbrava Mică                          | Costișa-Komariv aprox. 1.900-1.500 ani/1400 ani | P. Șadurschi 1990                                 | 47°38′00″N 26°42′13″E / 47.63335°N 26.70374°E | Încărcați imagine | Raportați eroare |
| 36934.02.03 (Cod LMI: BT-I-s-B-01771)    | Situl arheologic de la Schit-Orășeni - "Dumbrava Mică" / ansamblu anonim (Categorie: locuire civilă) (Tip: Așezare)                          | sat Schit-Orășeni, comuna Cristești           | Dumbrava Mică                          | sec. IV - V                                     | P. Șadurschi 1990                                 | 47°38′00″N 26°42′13″E / 47.63335°N 26.70374°E | Încărcați imagine | Raportați eroare |
| 36122.01.01 (Cod LMI: BT-I-s-B-01820)    | Așezarea de Epoca bronzului de la Săveni-Sat Nou - La Lotul Școlii / ansamblu anonim (Categorie: locuire civilă) (Tip: Așezare deschisă)     | sat Sat Nou, oraș Săveni                      | La Lotul Școlii                        | Noua aprox. 1500/1400-1150 ani                  | F. Aprotosoaie 1978                               | 47°57′52″N 26°50′26″E / 47.96447°N 26.84055°E | Încărcați imagine | Raportați eroare |
| 38900.01.01 (Cod LMI: BT-I-s-B-01827)    | Movila din Dealul Cimitirului I de la Santa Mare / ansamblu anonim (Categorie: descoperire funerară) (Tip: Movilă)                           | sat Santa Mare, comuna Santa Mare             | Movila din Dealul Cimitirului I        |                                                 | 1908 1870                                         | 47°37′04″N 27°20′27″E / 47.61769°N 27.34086°E | Încărcați imagine | Raportați eroare |
| 39827.01.01 (Cod LMI: BT-I-s-B-01829)    | Movila Din Față I de la Sârbi / ansamblu anonim (Categorie: descoperire funerară) (Tip: Movilă)                                              | sat Sârbi, comuna Vlăsinești                  | Movila Din Față I                      |                                                 | A. Păunescu, P. Șadurschi, V. Chirica 1973        | 47°57′12″N 26°54′37″E / 47.95334°N 26.91017°E | Încărcați imagine | Raportați eroare |
| 37663.01.01 (Cod LMI: BT-I-m-B-01830.06) | Situl arheologic de la Slobozia Hănești - Via lui Popan / ansamblu anonim (Categorie: locuire civilă) (Tip: Așezare)                         | sat Slobozia Hănești, comuna Hănești          | Via lui Popan                          |                                                 | N. Zaharia și Em. Zaharia 1954                    | 47°54′01″N 27°00′12″E / 47.90028°N 27.00345°E | Încărcați imagine | Raportați eroare |
| 37663.01.02 (Cod LMI: BT-I-s-B-01830)    | Situl arheologic de la Slobozia Hănești - Via lui Popan / ansamblu anonim (Categorie: locuire civilă) (Tip: Așezare)                         | sat Slobozia Hănești, comuna Hănești          | Via lui Popan                          | Cucuteni - A                                    | N. Zaharia și Em. Zaharia 1954                    | 47°54′01″N 27°00′12″E / 47.90028°N 27.00345°E | Încărcați imagine | Raportați eroare |
| 37663.01.03 (Cod LMI: BT-I-m-B-01830.01) | Situl arheologic de la Slobozia Hănești - Via lui Popan / ansamblu anonim (Categorie: locuire civilă) (Tip: Așezare)                         | sat Slobozia Hănești, comuna Hănești          | Via lui Popan                          |                                                 | N. Zaharia și Em. Zaharia 1954                    | 47°54′01″N 27°00′12″E / 47.90028°N 27.00345°E | Încărcați imagine | Raportați eroare |
| 37663.01.04 (Cod LMI: BT-I-m-B-01830.02) | Situl arheologic de la Slobozia Hănești - Via lui Popan / ansamblu anonim (Categorie: locuire civilă) (Tip: Așezare)                         | sat Slobozia Hănești, comuna Hănești          | Via lui Popan                          | Sântana de Mureș - Cerneahov sec. IV-V          | N. Zaharia și Em. Zaharia 1954                    | 47°54′01″N 27°00′12″E / 47.90028°N 27.00345°E | Încărcați imagine | Raportați eroare |
| 37663.01.05 (Cod LMI: BT-I-m-B-01830.03) | Situl arheologic de la Slobozia Hănești - Via lui Popan / ansamblu anonim (Categorie: locuire civilă) (Tip: Așezare)                         | sat Slobozia Hănești, comuna Hănești          | Via lui Popan                          | Suceava-Drumul Național sec. VIII-IX            | N. Zaharia și Em. Zaharia 1954                    | 47°54′01″N 27°00′12″E / 47.90028°N 27.00345°E | Încărcați imagine | Raportați eroare |
| 37663.01.06 (Cod LMI: BT-I-m-B-01830.04) | Situl arheologic de la Slobozia Hănești - Via lui Popan / ansamblu anonim (Categorie: locuire civilă) (Tip: Așezare)                         | sat Slobozia Hănești, comuna Hănești          | Via lui Popan                          | Dridu sec. IX-XI                                | N. Zaharia și Em. Zaharia 1954                    | 47°54′01″N 27°00′12″E / 47.90028°N 27.00345°E | Încărcați imagine | Raportați eroare |
| 37663.01.07 (Cod LMI: BT-I-m-B-01830.05) | Situl arheologic de la Slobozia Hănești - Via lui Popan / ansamblu anonim (Categorie: locuire civilă) (Tip: Așezare)                         | sat Slobozia Hănești, comuna Hănești          | Via lui Popan                          |                                                 | N. Zaharia și Em. Zaharia 1954                    | 47°54′01″N 27°00′12″E / 47.90028°N 27.00345°E | Încărcați imagine | Raportați eroare |
| 39202.01.01 (Cod LMI: BT-I-s-B-01831)    | Așezarea Cucuteni de la Stânca - Deasupra Scruntarului / ansamblu anonim (Categorie: locuire civilă) (Tip: Așezare)                          | localitate componentă Stânca, oraș Ștefănești | Deasupra Scruntarului                  | Cucuteni - B                                    | A. Păunescu, P. Șadurschi, V. Chirica 1973        | 47°49′55″N 27°12′52″E / 47.83201°N 27.21433°E | Încărcați imagine | Raportați eroare |
| 38991.01.01 (Cod LMI: BT-I-s-B-01833)    | Așezarea medievală de la Suharău - Izvorul Popii / ansamblu anonim (Categorie: locuire civilă) (Tip: Așezare)                                | sat Suharău, comuna Suharău                   | Izvorul Popii                          | sec. XV - XVI                                   | P. Șadurschi 1983                                 | 48°06′12″N 26°26′34″E / 48.10321°N 26.44282°E | Încărcați imagine | Raportați eroare |
| 38991.02.01 (Cod LMI: BT-I-s-B-01834)    | Așezarea Cucuteni de la Suharău - La Comori / ansamblu anonim (Categorie: locuire civilă) (Tip: Așezare deschisă)                            | sat Suharău, comuna Suharău                   | La Comori                              | Cucuteni - A-B                                  | I. Nestor și colab. 1950                          | 48°08′37″N 26°26′48″E / 48.14354°N 26.44666°E | Încărcați imagine | Raportați eroare |
| 38991.04.01 (Cod LMI: BT-I-s-B-01836)    | Așezarea La Tène mijlociu de la Suharău - Ruginosul / ansamblu anonim (Categorie: locuire civilă) (Tip: Așezare)                             | sat Suharău, comuna Suharău                   | Ruginosul                              | Geto-dacă sec. II a. Chr. - sec. II p. Chr      | P. Șadurschi 1983                                 | 48°07′29″N 26°26′38″E / 48.12473°N 26.44377°E | Încărcați imagine | Raportați eroare |
| 37048.01.01                              | Situl arheologic de la Străteni - La Ocoale / ansamblu anonim (Categorie: locuire) (Tip: Așezare)                                            | sat Străteni, comuna Lozna                    | La Ocoale                              | Lozna-Borniș sec. VI-VII                        | prof. M. Perju 1963                               | 47°55′02″N 26°15′48″E / 47.91711°N 26.26337°E | Încărcați imagine | Raportați eroare |
| 37048.01.02                              | Situl arheologic de la Străteni - La Ocoale / ansamblu anonim (Categorie: locuire) (Tip: Necropolă plană)                                    | sat Străteni, comuna Lozna                    | La Ocoale                              | Lozna-Borniș                                    | prof. M. Perju 1963                               | 47°55′02″N 26°15′48″E / 47.91711°N 26.26337°E | Încărcați imagine | Raportați eroare |
| 36079.01.01                              | Situl arheologic de la Săveni - La Grădini / ansamblu anonim (Categorie: locuire civilă) (Tip: Așezare)                                      | oraș Săveni                                   | La Grădini                             | Cucuteni - A-B                                  | 1940                                              | 47°56′53″N 26°51′42″E / 47.94805°N 26.86168°E | Încărcați imagine | Raportați eroare |
| 36079.01.03                              | Situl arheologic de la Săveni - La Grădini / ansamblu anonim (Categorie: locuire civilă) (Tip: așezare deschisă)                             | oraș Săveni                                   | La Grădini                             | Sântana de Mureș - Cerneahov sec. IV - V        | 1940                                              | 47°56′53″N 26°51′42″E / 47.94805°N 26.86168°E | Încărcați imagine | Raportați eroare |
| 36079.01.02                              | Situl arheologic de la Săveni - La Grădini / ansamblu anonim (Categorie: locuire civilă) (Tip: așezare deschisă)                             | oraș Săveni                                   | La Grădini                             | Noua aprox. 1500/1400-1150 ani                  | 1940                                              | 47°56′53″N 26°51′42″E / 47.94805°N 26.86168°E | Încărcați imagine | Raportați eroare |
| 36444.01.01                              | Situl arheologic de la Slobozia-Iazul Croci-Uluci / ansamblu anonim (Categorie: locuire civilă) (Tip: Așezare)                               | sat Slobozia, comuna Broscăuți                | Iazul Croci-Uluci                      | Cucuteni aprox. 4.500- 3.500 ani                | A. Păunescu, P. Șadurschi, V. Chirica 1973        | 47°58′26″N 26°30′39″E / 47.97376°N 26.5109°E  | Încărcați imagine | Raportați eroare |
| 36444.01.02                              | Situl arheologic de la Slobozia-Iazul Croci-Uluci / ansamblu anonim (Categorie: locuire civilă) (Tip: Așezare)                               | sat Slobozia, comuna Broscăuți                | Iazul Croci-Uluci                      | Noua aprox. 1500/1400-1150 ani                  | A. Păunescu, P. Șadurschi, V. Chirica 1973        | 47°58′26″N 26°30′39″E / 47.97376°N 26.5109°E  | Încărcați imagine | Raportați eroare |
| 37208.01.01                              | Situl arheologic de la Sărata-Drăgușeni - Vatra Satului / ansamblu anonim (Categorie: locuire civilă) (Tip: Așezare deschisă)                | sat Sărata-Drăgușeni, comuna Drăgușeni        | Vatra Satului                          | Cucuteni - A-B                                  | N. Zaharia 1953                                   | 48°04′33″N 26°49′05″E / 48.0757°N 26.81816°E  | Încărcați imagine | Raportați eroare |
| 37208.01.02                              | Situl arheologic de la Sărata-Drăgușeni - Vatra Satului / ansamblu anonim (Categorie: locuire civilă) (Tip: Așezare deschisă)                | sat Sărata-Drăgușeni, comuna Drăgușeni        | Vatra Satului                          | Sântana de Mureș - Cerneahov sec. IV - V        | N. Zaharia 1953                                   | 48°04′33″N 26°49′05″E / 48.0757°N 26.81816°E  | Încărcați imagine | Raportați eroare |
| 37501.02.01                              | Situl arheologic de la Silișcani - La Cimitir / ansamblu anonim (Categorie: locuire civilă) (Tip: Așezare)                                   | sat Silișcani, comuna Gorbănești              | La Cimitir                             |                                                 | A. Păunescu, P. Șadurschi, V. Chirica 1974        | 47°43′46″N 26°51′41″E / 47.72948°N 26.86133°E | Încărcați imagine | Raportați eroare |
| 37501.02.02                              | Situl arheologic de la Silișcani - La Cimitir / ansamblu anonim (Categorie: locuire civilă) (Tip: Așezare)                                   | sat Silișcani, comuna Gorbănești              | La Cimitir                             | sec. XVII - XVIII                               | A. Păunescu, P. Șadurschi, V. Chirica 1974        | 47°43′46″N 26°51′41″E / 47.72948°N 26.86133°E | Încărcați imagine | Raportați eroare |
| 37663.02.01                              | Situl arheologic de la Slobozia Hănești-Râpa Turcului / ansamblu anonim (Categorie: locuire civilă) (Tip: Așezare)                           | sat Slobozia Hănești, comuna Hănești          | Râpa Turcului                          |                                                 | N. Zaharia 1954                                   | 47°54′47″N 27°00′02″E / 47.91294°N 27.00058°E | Încărcați imagine | Raportați eroare |
| 37663.02.02                              | Situl arheologic de la Slobozia Hănești-Râpa Turcului / ansamblu anonim (Categorie: locuire civilă) (Tip: Așezare)                           | sat Slobozia Hănești, comuna Hănești          | Râpa Turcului                          | Cucuteni - A-B și B                             | N. Zaharia 1954                                   | 47°54′47″N 27°00′02″E / 47.91294°N 27.00058°E | Încărcați imagine | Raportați eroare |
| 37663.02.03                              | Situl arheologic de la Slobozia Hănești-Râpa Turcului / ansamblu anonim (Categorie: locuire civilă) (Tip: Așezare)                           | sat Slobozia Hănești, comuna Hănești          | Râpa Turcului                          | Noua aprox. 1500/1400-1150 ani                  | N. Zaharia 1954                                   | 47°54′47″N 27°00′02″E / 47.91294°N 27.00058°E | Încărcați imagine | Raportați eroare |
| 37663.02.04                              | Situl arheologic de la Slobozia Hănești-Râpa Turcului / ansamblu anonim (Categorie: locuire civilă) (Tip: Așezare)                           | sat Slobozia Hănești, comuna Hănești          | Râpa Turcului                          | Sântana de Mureș - Cerneahov sec. IV - V        | N. Zaharia 1954                                   | 47°54′47″N 27°00′02″E / 47.91294°N 27.00058°E | Încărcați imagine | Raportați eroare |
| 38036.01.01                              | Așezarea din paleoliticul superior de la Sadoveni - La Cot / ansamblu anonim (Categorie: locuire civilă) (Tip: Așezare)                      | sat Sadoveni, comuna Manoleasa                | La Cot                                 | Aurignacian aprox. 38.000-27.000/25.000 ani     | A. Păunescu, P. Șadurschi, V. Chirica 1974        | 47°00′00″N 27°06′48″E / 47°N 27.11334°E       | Încărcați imagine | Raportați eroare |
| 38152.02.01                              | Situl arheologic de la Stâncești - Valea Ulmului / ansamblu anonim (Categorie: locuire civilă) (Tip: Așezare)                                | sat Stâncești, comuna Mihai Eminescu          | Valea Ulmului                          | Daci liberi sec. II-III                         | N. Zaharia 1960                                   | 47°44′15″N 26°36′41″E / 47.73741°N 26.61147°E | Încărcați imagine | Raportați eroare |
| 38152.02.02                              | Situl arheologic de la Stâncești - Valea Ulmului / ansamblu anonim (Categorie: locuire civilă) (Tip: Așezare)                                | sat Stâncești, comuna Mihai Eminescu          | Valea Ulmului                          | Sântana de Mureș - Cerneahov sec. IV - V        | N. Zaharia 1960                                   | 47°44′15″N 26°36′41″E / 47.73741°N 26.61147°E | Încărcați imagine | Raportați eroare |
| 38358.01.01                              | Așezarea Cucuteni de la Scutari - La Ghețărie / ansamblu anonim (Categorie: locuire civilă) (Tip: Așezare)                                   | sat Scutari, comuna Mileanca                  | La Ghețărie                            | Cucuteni - A-B și B                             | A. Crâșmaru 1967                                  | 48°03′24″N 26°44′49″E / 48.05676°N 26.74692°E | Încărcați imagine | Raportați eroare |
| 38900.02.01                              | Așezarea Cucuteni de la Santa Mare - Pe Hulpărie / ansamblu anonim (Categorie: locuire civilă) (Tip: Așezare)                                | sat Santa Mare, comuna Santa Mare             | Pe Hulpărie                            | Cucuteni - A                                    | A. Păunescu, P. Șadurschi, V. Chirica 1974        | 47°36′18″N 27°20′03″E / 47.60498°N 27.33403°E | Încărcați imagine | Raportați eroare |
| 39060.01.01                              | Așezarea de epocă medievală de la Sulița - Vatra Satului / ansamblu anonim (Categorie: locuire) (Tip: Așezare deschisă)                      | sat Sulița, comuna Sulița                     | Vatra Satului                          |                                                 | A. Păunescu, P. Șadurschi, V. Chirica 1974        | 47°38′32″N 26°55′32″E / 47.64231°N 26.92547°E | Încărcați imagine | Raportați eroare |
| 37501.03.01                              | Așezarea medievală de la Silișcani - La Iristoaia / ansamblu anonim (Categorie: locuire civilă) (Tip: Așezare)                               | sat Silișcani, comuna Gorbănești              | La Iristoaia                           | sec. XV - XVI                                   | A. Păunescu, P. Șadurschi, V. Chirica 1974        | 47°44′02″N 26°51′21″E / 47.7339°N 26.85592°E  | Încărcați imagine | Raportați eroare |
| 37501.04.01                              | Așezarea Cucuteni de la Silișcani - La Băltoi / ansamblu anonim (Categorie: locuire civilă) (Tip: Așezare)                                   | sat Silișcani, comuna Gorbănești              | La Băltoi                              | Cucuteni - A                                    | Gh. Moruzi 1974                                   | 47°43′15″N 26°52′27″E / 47.72075°N 26.87419°E | Încărcați imagine | Raportați eroare |
| 37663.03.01                              | Situl arheologic de la Hănești - Dealul Viei / ansamblu anonim (Categorie: locuire civilă) (Tip: Așezare deschisă)                           | sat Slobozia Hănești, comuna Hănești          | Dealul Viei                            | Cucuteni - B                                    | N. Zaharia 1955                                   | 47°55′02″N 26°59′53″E / 47.91726°N 26.99807°E | Încărcați imagine | Raportați eroare |
| 37663.03.02                              | Situl arheologic de la Hănești - Dealul Viei / ansamblu anonim (Categorie: locuire civilă) (Tip: Așezare deschisă)                           | sat Slobozia Hănești, comuna Hănești          | Dealul Viei                            | Noua aprox. 1500/1400-1150 ani                  | N. Zaharia 1955                                   | 47°55′02″N 26°59′53″E / 47.91726°N 26.99807°E | Încărcați imagine | Raportați eroare |
| 37663.03.03                              | Situl arheologic de la Hănești - Dealul Viei / ansamblu anonim (Categorie: locuire civilă) (Tip: Așezare deschisă)                           | sat Slobozia Hănești, comuna Hănești          | Dealul Viei                            | Corlăteni - Chișinău aprox. 1.200-800 ani       | N. Zaharia 1955                                   | 47°55′02″N 26°59′53″E / 47.91726°N 26.99807°E | Încărcați imagine | Raportați eroare |
| 37654.04.01                              | Situl arheologic de la Sărata-Basarab - Via lui Borcilă / ansamblu anonim (Categorie: locuire civilă) (Tip: Așezare deschisă)                | sat Sărata-Basarab, comuna Hănești            | Via lui Borcilă                        | Noua aprox. 1500/1400-1150 ani                  | Vasile Diaconu 2008-2009                          | 47°56′30″N 27°01′48″E / 47.94173°N 27.02995°E | Încărcați imagine | Raportați eroare |
| 37654.04.02                              | Situl arheologic de la Sărata-Basarab - Via lui Borcilă / ansamblu anonim (Categorie: locuire civilă) (Tip: așezare)                         | sat Sărata-Basarab, comuna Hănești            | Via lui Borcilă                        |                                                 | Vasile Diaconu 2008-2009                          | 47°56′30″N 27°01′48″E / 47.94173°N 27.02995°E | Încărcați imagine | Raportați eroare |
| 37654.04.03                              | Situl arheologic de la Sărata-Basarab - Via lui Borcilă / ansamblu anonim (Categorie: locuire civilă) (Tip: așezare)                         | sat Sărata-Basarab, comuna Hănești            | Via lui Borcilă                        | Sântana de Mureș - Cerneahov sec. IV-V          | Vasile Diaconu 2008-2009                          | 47°56′30″N 27°01′48″E / 47.94173°N 27.02995°E | Încărcați imagine | Raportați eroare |
| 37048.02.01                              | Situl arheologic de la Străteni-La Hlibicioc / ansamblu anonim (Categorie: locuire civilă) (Tip: Așezare)                                    | sat Străteni, comuna Lozna                    | La Hlibicioc                           | geto-dacică sec. II - III                       | Silvia Teodor și Paul Șadurschi 1979              | 47°55′33″N 26°14′30″E / 47.92589°N 26.24161°E | Încărcați imagine | Raportați eroare |
| 37048.02.02                              | Situl arheologic de la Străteni-La Hlibicioc / ansamblu anonim (Categorie: locuire civilă) (Tip: Așezare)                                    | sat Străteni, comuna Lozna                    | La Hlibicioc                           |                                                 | Silvia Teodor și Paul Șadurschi 1979              | 47°55′33″N 26°14′30″E / 47.92589°N 26.24161°E | Încărcați imagine | Raportați eroare |
| 37048.02.03                              | Situl arheologic de la Străteni-La Hlibicioc / ansamblu anonim (Categorie: locuire civilă) (Tip: Așezare)                                    | sat Străteni, comuna Lozna                    | La Hlibicioc                           | Poienești - Lukașevka sec. II-I                 | Silvia Teodor și Paul Șadurschi 1979              | 47°55′33″N 26°14′30″E / 47.92589°N 26.24161°E | Încărcați imagine | Raportați eroare |
| 37048.02.04                              | Situl arheologic de la Străteni-La Hlibicioc / ansamblu anonim (Categorie: locuire civilă) (Tip: Așezare)                                    | sat Străteni, comuna Lozna                    | La Hlibicioc                           | Noua aprox. 1500/1400-1150 ani                  | Silvia Teodor și Paul Șadurschi 1979              | 47°55′33″N 26°14′30″E / 47.92589°N 26.24161°E | Încărcați imagine | Raportați eroare |
| 37048.02.05                              | Situl arheologic de la Străteni-La Hlibicioc / ansamblu anonim (Categorie: locuire civilă) (Tip: Așezare deschisă)                           | sat Străteni, comuna Lozna                    | La Hlibicioc                           | Daci liberi sec. II-III                         | Silvia Teodor și Paul Șadurschi 1979              | 47°55′33″N 26°14′30″E / 47.92589°N 26.24161°E | Încărcați imagine | Raportați eroare |
| 38152.05.01                              | Situl arheologic de la Stâncești - Vatra Satului / ansamblu anonim (Categorie: locuire civilă) (Tip: așezare)                                | sat Stâncești, comuna Mihai Eminescu          | Vatra Satului                          | getică aprox. 650-450/300 ani                   | prof. I. D. Marin 1953                            | 47°44′49″N 26°35′40″E / 47.74704°N 26.59443°E | Încărcați imagine | Raportați eroare |
| 38152.05.02                              | Situl arheologic de la Stâncești - Vatra Satului / ansamblu anonim (Categorie: locuire civilă) (Tip: așezare)                                | sat Stâncești, comuna Mihai Eminescu          | Vatra Satului                          | sec. XVII - XVIII                               | prof. I. D. Marin 1953                            | 47°44′49″N 26°35′40″E / 47.74704°N 26.59443°E | Încărcați imagine | Raportați eroare |
| 38152.06.01                              | Situl arheologic de la Stâncești - La Salcâmi / ansamblu anonim (Categorie: locuire civilă) (Tip: așezare)                                   | sat Stâncești, comuna Mihai Eminescu          | La Salcâmi                             | getică aprox. 650-450/300 ani                   | I. D. Marin 1953                                  | 47°44′49″N 26°36′34″E / 47.74682°N 26.60953°E | Încărcați imagine | Raportați eroare |
| 38152.06.02                              | Situl arheologic de la Stâncești - La Salcâmi / ansamblu anonim (Categorie: locuire civilă) (Tip: Așezare deschisă)                          | sat Stâncești, comuna Mihai Eminescu          | La Salcâmi                             | Sântana de Mureș - Cerneahov sec. IV-V          | I. D. Marin 1953                                  | 47°44′49″N 26°36′34″E / 47.74682°N 26.60953°E | Încărcați imagine | Raportați eroare |
| 38152.06.03                              | Situl arheologic de la Stâncești - La Salcâmi / ansamblu anonim (Categorie: locuire civilă) (Tip: Așezare deschisă)                          | sat Stâncești, comuna Mihai Eminescu          | La Salcâmi                             |                                                 | I. D. Marin 1953                                  | 47°44′49″N 26°36′34″E / 47.74682°N 26.60953°E | Încărcați imagine | Raportați eroare |
| 38152.07.01                              | Situl arheologic de la Stâncești - La Ciocan / ansamblu anonim (Categorie: locuire civilă) (Tip: Așezare deschisă)                           | sat Stâncești, comuna Mihai Eminescu          | La Ciocan                              | getică aprox. 800-650 ani                       | I. D. Marin 1954                                  | 47°45′31″N 26°36′03″E / 47.75872°N 26.60076°E | Încărcați imagine | Raportați eroare |
| 38152.07.02                              | Situl arheologic de la Stâncești - La Ciocan / ansamblu anonim (Categorie: locuire civilă) (Tip: Așezare)                                    | sat Stâncești, comuna Mihai Eminescu          | La Ciocan                              | getică aprox. 650-450/300 ani                   | I. D. Marin 1954                                  | 47°45′31″N 26°36′03″E / 47.75872°N 26.60076°E | Încărcați imagine | Raportați eroare |
| 38152.07.04                              | Situl arheologic de la Stâncești - La Ciocan / ansamblu anonim (Categorie: locuire civilă) (Tip: Așezare)                                    | sat Stâncești, comuna Mihai Eminescu          | La Ciocan                              | Prodana-Bârlad sec. XIII-XIV                    | I. D. Marin 1954                                  | 47°45′31″N 26°36′03″E / 47.75872°N 26.60076°E | Încărcați imagine | Raportați eroare |
| 38152.07.05                              | Situl arheologic de la Stâncești - La Ciocan / ansamblu anonim (Categorie: locuire civilă) (Tip: Așezare deschisă)                           | sat Stâncești, comuna Mihai Eminescu          | La Ciocan                              |                                                 | I. D. Marin 1954                                  | 47°45′31″N 26°36′03″E / 47.75872°N 26.60076°E | Încărcați imagine | Raportați eroare |
| 38152.07.03                              | Situl arheologic de la Stâncești - La Ciocan / ansamblu anonim (Categorie: locuire civilă) (Tip: Așezare)                                    | sat Stâncești, comuna Mihai Eminescu          | La Ciocan                              | Sântana de Mureș - Cerneahov sec. IV-V          | I. D. Marin 1954                                  | 47°45′31″N 26°36′03″E / 47.75872°N 26.60076°E | Încărcați imagine | Raportați eroare |
| 38152.08.01                              | Situl arheologic de la Stâncești - După Grădini / ansamblu anonim (Categorie: locuire civilă) (Tip: așezare)                                 | sat Stâncești, comuna Mihai Eminescu          | După Grădini                           | Cucuteni aprox. 4.500- 3.500 ani                | I. D. Marin 1956                                  | 47°44′30″N 26°34′54″E / 47.74176°N 26.58178°E | Încărcați imagine | Raportați eroare |
| 38152.08.02                              | Situl arheologic de la Stâncești - După Grădini / ansamblu anonim (Categorie: locuire civilă) (Tip: așezare)                                 | sat Stâncești, comuna Mihai Eminescu          | După Grădini                           | getică aprox. 650-450/300 ani                   | I. D. Marin 1956                                  | 47°44′30″N 26°34′54″E / 47.74176°N 26.58178°E | Încărcați imagine | Raportați eroare |
| 38152.08.03                              | Situl arheologic de la Stâncești - După Grădini / ansamblu anonim (Categorie: locuire civilă) (Tip: așezare)                                 | sat Stâncești, comuna Mihai Eminescu          | După Grădini                           | Sântana de Mureș - Cerneahov sec. IV-V          | I. D. Marin 1956                                  | 47°44′30″N 26°34′54″E / 47.74176°N 26.58178°E | Încărcați imagine | Raportați eroare |
| 38152.08.04                              | Situl arheologic de la Stâncești - După Grădini / ansamblu anonim (Categorie: locuire civilă) (Tip: Așezare deschisă)                        | sat Stâncești, comuna Mihai Eminescu          | După Grădini                           | sec. XVII - XVIII                               | I. D. Marin 1956                                  | 47°44′30″N 26°34′54″E / 47.74176°N 26.58178°E | Încărcați imagine | Raportați eroare |
| 38152.01.01                              | Situl arheologic de la Stâncești - Coasta Rediului / ansamblu anonim (Categorie: locuire civilă) (Tip: Așezare)                              | sat Stâncești, comuna Mihai Eminescu          | Coasta Rediului                        | Gravetian aprox. 28.000/27.000-20.000 ani       | N. Zaharia 1955                                   | 47°44′33″N 26°36′58″E / 47.74257°N 26.61605°E | Încărcați imagine | Raportați eroare |
| 38152.01.02                              | Situl arheologic de la Stâncești - Coasta Rediului / ansamblu anonim (Categorie: locuire civilă) (Tip: Așezare)                              | sat Stâncești, comuna Mihai Eminescu          | Coasta Rediului                        | Geto-dacă sec. II a. Chr. - sec. II p. Chr      | N. Zaharia 1955                                   | 47°44′33″N 26°36′58″E / 47.74257°N 26.61605°E | Încărcați imagine | Raportați eroare |
| 38152.01.03                              | Situl arheologic de la Stâncești - Coasta Rediului / ansamblu anonim (Categorie: locuire civilă) (Tip: Așezare)                              | sat Stâncești, comuna Mihai Eminescu          | Coasta Rediului                        |                                                 | N. Zaharia 1955                                   | 47°44′33″N 26°36′58″E / 47.74257°N 26.61605°E | Încărcați imagine | Raportați eroare |
| 36444.02.01                              | Situl arheologic de la Slobozia-La Uluci / ansamblu anonim (Categorie: locuire civilă) (Tip: Așezare)                                        | sat Slobozia, comuna Broscăuți                | La Uluci                               | Cucuteni aprox. 4.500- 3.500 ani                | prof. Andrei Zaharia 1989                         | 47°58′02″N 26°31′30″E / 47.96712°N 26.52499°E | Încărcați imagine | Raportați eroare |
| 36444.02.02                              | Situl arheologic de la Slobozia-La Uluci / ansamblu anonim (Categorie: locuire civilă) (Tip: Așezare)                                        | sat Slobozia, comuna Broscăuți                | La Uluci                               | Sântana de Mureș - Cerneahov sec. IV - V        | prof. Andrei Zaharia 1989                         | 47°58′02″N 26°31′30″E / 47.96712°N 26.52499°E | Încărcați imagine | Raportați eroare |
| 36444.06.01                              | Movilă funerară la Slobozia - Dealul Buliga I / ansamblu anonim (Categorie: descoperire funerară) (Tip: Tumul)                               | sat Slobozia, comuna Broscăuți                | Dealul Buliga I                        |                                                 | O.L.Șovan 2009                                    | 47°58′49″N 26°29′00″E / 47.9803°N 26.48338°E  | Încărcați imagine | Raportați eroare |
| 36444.07.01                              | Movilă funerară la Slobozia - Dealul Buliga II / ansamblu anonim (Categorie: descoperire funerară) (Tip: Tumul)                              | sat Slobozia, comuna Broscăuți                | Dealul Buliga II                       |                                                 | O.L.Șovan 2009                                    | 47°58′42″N 26°28′57″E / 47.97847°N 26.48248°E | Încărcați imagine | Raportați eroare |
| 38036.04.01                              | Movila Sadoveni de la Sadoveni / ansamblu anonim (Categorie: descoperire funerară) (Tip: Tumul)                                              | sat Sadoveni, comuna Manoleasa                | Movila Sadoveni                        |                                                 | O. L. Șovan 2009                                  | 47°59′08″N 27°08′17″E / 47.98549°N 27.13805°E | Încărcați imagine | Raportați eroare |
| 38152.04.01                              | Tunelul de la Stâncești - Valea Ulmului / ansamblu anonim (Categorie: construcție) (Tip: tunel aferent cetății traco-getice de la Stâncești) | sat Stâncești, comuna Mihai Eminescu          | Valea Ulmului                          | getică sec. VI-III                              | O. L. Șovan 1989                                  | 47°44′09″N 26°36′20″E / 47.7358°N 26.60565°E  | Încărcați imagine | Raportați eroare |
| 38367.01.01                              | Situl arheologic de la Seliștea - La Seliște / ansamblu anonim (Categorie: locuire civilă) (Tip: Așezare)                                    | sat Seliștea, comuna Mileanca                 | La Seliște                             | Noua aprox. 1500/1400-1150 ani                  | Grigore Foit 1967                                 | 48°06′43″N 26°40′39″E / 48.11191°N 26.67751°E | Încărcați imagine | Raportați eroare |
| 38367.01.02                              | Situl arheologic de la Seliștea - La Seliște / ansamblu anonim (Categorie: locuire civilă) (Tip: Așezare)                                    | sat Seliștea, comuna Mileanca                 | La Seliște                             | Corlăteni-Chișinău aprox. 1.200-800 ani         | Grigore Foit 1967                                 | 48°06′43″N 26°40′39″E / 48.11191°N 26.67751°E | Încărcați imagine | Raportați eroare |
| 38367.01.03                              | Situl arheologic de la Seliștea - La Seliște / ansamblu anonim (Categorie: locuire civilă) (Tip: Așezare)                                    | sat Seliștea, comuna Mileanca                 | La Seliște                             |                                                 | Grigore Foit 1967                                 | 48°06′43″N 26°40′39″E / 48.11191°N 26.67751°E | Încărcați imagine | Raportați eroare |
| 38367.02.01                              | Movila La Fânaț de la Seliștea / ansamblu anonim (Categorie: locuire civilă) (Tip: Movilă)                                                   | sat Seliștea, comuna Mileanca                 | Movila La Fânaț                        | - A                                             | O. L. Șovan 2009                                  | 48°07′01″N 26°40′14″E / 48.11686°N 26.67048°E | Încărcați imagine | Raportați eroare |
| 38358.02.01                              | Movila Burtoasă de la Scutari / ansamblu anonim (Categorie: descoperire funerară) (Tip: Tumul)                                               | sat Scutari, comuna Mileanca                  | Movila Burtoasă                        |                                                 | A. Păunescu, P. Șadurschi, V. Chirica 1973        | 48°03′41″N 26°42′56″E / 48.06149°N 26.71559°E | Încărcați imagine | Raportați eroare |
| 38722.01.01                              | Situl arheologic de la Stolniceni - Scruntarul de la Vest de Sat / ansamblu anonim (Categorie: locuire) (Tip: Necropolă plană)               | sat Stolniceni, comuna Răușeni                | Scruntarul de la Vest de Sat           | sec. IV - V                                     | I. Ioniță 1958                                    | 47°34′15″N 27°13′52″E / 47.57085°N 27.23115°E | Încărcați imagine | Raportați eroare |
| 38722.01.02                              | Situl arheologic de la Stolniceni - Scruntarul de la Vest de Sat / ansamblu anonim (Categorie: locuire) (Tip: așezare deschisă)              | sat Stolniceni, comuna Răușeni                | Scruntarul de la Vest de Sat           | Sântana de Mureș - Cerneahov sec. IV-V          | I. Ioniță 1958                                    | 47°34′15″N 27°13′52″E / 47.57085°N 27.23115°E | Încărcați imagine | Raportați eroare |
| 38884.02.01                              | Movila din Dealul Mălăești de la Sărata / ansamblu anonim (Categorie: descoperire funerară) (Tip: Tumul)                                     | sat Sărata, comuna Românești                  | Movila din Dealul Mălăești             |                                                 | O. L. Șovan 2009                                  | 47°42′59″N 27°12′01″E / 47.7164°N 27.2002°E   | Încărcați imagine | Raportați eroare |
| 38884.01.01                              | Movila din Dealul Viișoara de la Sărata / ansamblu anonim (Categorie: descoperire funerară) (Tip: Tumul)                                     | sat Sărata, comuna Românești                  | Movila din Dealul Viișoara             |                                                 | A. Păunescu, P. Șadurschi, V. Chirica 1973        | 47°42′17″N 27°13′11″E / 47.7048°N 27.21985°E  | Încărcați imagine | Raportați eroare |
| 38900.03.01                              | Așezarea paleolitică de la Santa Mare - Vatra Satului / ansamblu anonim (Categorie: locuire civilă) (Tip: Așezare)                           | sat Santa Mare, comuna Santa Mare             | Vatra Satului                          | Aurignacian ? aprox. 38.000-27.000/25.000 ani   | N. Zaharia 1959                                   | 47°36′20″N 27°20′23″E / 47.60566°N 27.33981°E | Încărcați imagine | Raportați eroare |
| 35893.01.01                              | Așezarea Cucuteni de la Stăuceni - Dealul Holm / ansamblu anonim (Categorie: locuire civilă) (Tip: Așezare)                                  | sat Stăuceni, comuna Stăuceni                 | Dealul Holm                            | Cucuteni - A                                    | I. Nestor și colab. 1952                          | 47°43′48″N 26°46′15″E / 47.72987°N 26.77095°E | Încărcați imagine | Raportați eroare |
| 39042.01.01                              | Movila Corobana de la Smârdan / ansamblu anonim (Categorie: descoperire funerară) (Tip: Tumul)                                               | sat Smârdan, comuna Suharău                   | Movila Corobana                        |                                                 | A. Păunescu, P. Șadurschi, V. Chirica 1973        | 48°05′24″N 26°28′53″E / 48.08998°N 26.48139°E | Încărcați imagine | Raportați eroare |
| 39202.03.01                              | Movila din Țarnă de la Stânca / ansamblu anonim (Categorie: descoperire funerară) (Tip: Tumul)                                               | localitate componentă Stânca, oraș Ștefănești | Movila din Țarnă                       |                                                 | A. Păunescu, P. Șadurschi, V. Chirica 1974        | 47°49′36″N 27°10′58″E / 47.82656°N 27.18288°E | Încărcați imagine | Raportați eroare |
| 39649.01.01                              | Movila din Dealul Deasupra Cișmelei I de la Saucenița / ansamblu anonim (Categorie: descoperire funerară) (Tip: Movilă)                      | sat Saucenița, comuna Văculești               | Movila din Dealul Deasupra Cișmelei I  |                                                 | A. Păunescu, P. Șadurschi, V. Chirica 1973-1974   | 47°53′57″N 26°24′33″E / 47.89916°N 26.40912°E | Încărcați imagine | Raportați eroare |
| 39649.02.01                              | Așezarea medievală de la Saucenița - În Deal la Vie / ansamblu anonim (Categorie: locuire civilă) (Tip: Așezare)                             | sat Saucenița, comuna Văculești               | În Deal la Vie                         | sec. XVIII                                      | Păunescu, Șadurschi, Chirica 1973                 | 47°53′46″N 26°23′16″E / 47.89612°N 26.3878°E  | Încărcați imagine | Raportați eroare |
| 39827.02.01                              | Situl arheologic de la Sârbi - La Lizieră / ansamblu anonim (Categorie: locuire civilă) (Tip: Așezare deschisă)                              | sat Sârbi, comuna Vlăsinești                  | La Lizieră                             | Cucuteni - B                                    | V. Diaconu 2006                                   | 47°55′31″N 26°55′53″E / 47.92523°N 26.93146°E | Încărcați imagine | Raportați eroare |
| 39827.02.02                              | Situl arheologic de la Sârbi - La Lizieră / ansamblu anonim (Categorie: locuire civilă) (Tip: Așezare deschisă)                              | sat Sârbi, comuna Vlăsinești                  | La Lizieră                             | Horodiștea-Gordinești aprox.3.500-2.500 ani     | V. Diaconu 2006                                   | 47°55′31″N 26°55′53″E / 47.92523°N 26.93146°E | Încărcați imagine | Raportați eroare |
| 39827.02.03                              | Situl arheologic de la Sârbi - La Lizieră / ansamblu anonim (Categorie: locuire civilă) (Tip: Așezarea deschisă)                             | sat Sârbi, comuna Vlăsinești                  | La Lizieră                             |                                                 | V. Diaconu 2006                                   | 47°55′31″N 26°55′53″E / 47.92523°N 26.93146°E | Încărcați imagine | Raportați eroare |
| 39827.03.01 (Cod LMI: BT-I-s-B-01829)    | Movila Din Față II de la Sârbi / ansamblu anonim (Categorie: descoperire funerară) (Tip: Movilă)                                             | sat Sârbi, comuna Vlăsinești                  | Movila Din Față II                     |                                                 | A. Păunescu, P. Șadurschi, V. Chirica 1973        | 47°57′00″N 26°54′56″E / 47.95005°N 26.91557°E | Încărcați imagine | Raportați eroare |
| 39827.04.01 (Cod LMI: BT-I-s-B-01829)    | Movila Din Față III de la Sârbi / ansamblu anonim (Categorie: descoperire funerară) (Tip: Movilă)                                            | sat Sârbi, comuna Vlăsinești                  | Movila Din Față III                    |                                                 | A. Păunescu, P. Șadurschi, V. Chirica 1973        | 47°56′53″N 26°55′19″E / 47.94801°N 26.92203°E | Încărcați imagine | Raportați eroare |
| 36079.02.01                              | Situl arheologic de la Săveni - Valea Boului / ansamblu anonim (Categorie: locuire civilă) (Tip: Așezare)                                    | oraș Săveni                                   | Valea Boului                           | Noua aprox. 1500/1400-1150 ani                  | A. Crâșmaru 1963                                  | 47°59′21″N 26°50′38″E / 47.9891°N 26.84385°E  | Încărcați imagine | Raportați eroare |
| 36079.02.02                              | Situl arheologic de la Săveni - Valea Boului / ansamblu anonim (Categorie: locuire civilă) (Tip: Așezare)                                    | oraș Săveni                                   | Valea Boului                           | Sântana de Mureș - Cerneahov sec. IV - V        | A. Crâșmaru 1963                                  | 47°59′21″N 26°50′38″E / 47.9891°N 26.84385°E  | Încărcați imagine | Raportați eroare |
| 36079.02.03                              | Situl arheologic de la Săveni - Valea Boului / ansamblu anonim (Categorie: locuire civilă) (Tip: Necropolă plană)                            | oraș Săveni                                   | Valea Boului                           | Sântana de Mureș - Cerneahov sec. IV - V        | A. Crâșmaru 1963                                  | 47°59′21″N 26°50′38″E / 47.9891°N 26.84385°E  | Încărcați imagine | Raportați eroare |
| 36079.03.01                              | Situl arheologic de la Săveni - Cotul Podrigei / ansamblu anonim (Categorie: locuire civilă) (Tip: Așezare)                                  | oraș Săveni                                   | Cotul Podrigei                         |                                                 | N. Zaharia 1954                                   | 47°58′31″N 26°51′11″E / 47.97538°N 26.85298°E | Încărcați imagine | Raportați eroare |
| 36079.03.02                              | Situl arheologic de la Săveni - Cotul Podrigei / ansamblu anonim (Categorie: locuire civilă) (Tip: Așezare)                                  | oraș Săveni                                   | Cotul Podrigei                         | Daci liberi sec. II - III                       | N. Zaharia 1954                                   | 47°58′31″N 26°51′11″E / 47.97538°N 26.85298°E | Încărcați imagine | Raportați eroare |
| 36079.04.01                              | Așezarea Cucuteni de la Săveni - Sat Nou / ansamblu anonim (Categorie: locuire civilă) (Tip: așezare deschisă)                               | oraș Săveni                                   | Sat Nou                                | Cucuteni - B                                    | I. Herghelegiu 1978                               | 47°58′25″N 26°50′13″E / 47.97356°N 26.83703°E | Încărcați imagine | Raportați eroare |
| 36079.05.01                              | Așezarea de perioadă Hallstattiană de la Săveni - La Stadion / ansamblu anonim (Categorie: locuire) (Tip: așezare deschisă)                  | oraș Săveni                                   | La Stadion                             |                                                 |                                                   | 47°57′19″N 26°51′20″E / 47.95528°N 26.85557°E | Încărcați imagine | Raportați eroare |
| 36079.06.02                              | Situl arheologic de la Săveni - La Movila din Șes / ansamblu anonim (Categorie: descoperire funerară) (Tip: Necropolă plană)                 | oraș Săveni                                   | La Movila din Șes                      | Sântana de Mureș - Cerneahov sec. IV-V          | A. Crâșmaru 1966                                  | 47°57′04″N 26°52′20″E / 47.95106°N 26.87236°E | Încărcați imagine | Raportați eroare |
| 36079.06.01                              | Situl arheologic de la Săveni - La Movila din Șes / ansamblu anonim (Categorie: descoperire funerară) (Tip: Așezare deschisă)                | oraș Săveni                                   | La Movila din Șes                      | Cucuteni - A-B                                  | A. Crâșmaru 1966                                  | 47°57′04″N 26°52′20″E / 47.95106°N 26.87236°E | Încărcați imagine | Raportați eroare |
| 36444.05.01                              | Movilă la Slobozia-Dealul Putred / ansamblu anonim (Categorie: descoperire funerară) (Tip: Tumul)                                            | sat Slobozia, comuna Broscăuți                | Dealul Putred                          |                                                 | O.L. Șovan 2009                                   | 47°58′11″N 26°30′57″E / 47.96982°N 26.51591°E | Încărcați imagine | Raportați eroare |
| 36444.03.01                              | Movila la Slobozia - Carasa I / ansamblu anonim (Categorie: descoperire funerară) (Tip: Tumul)                                               | sat Slobozia, comuna Broscăuți                | Carasa I                               |                                                 | A. Păunescu, P. Șadurschi, V. Chirica 1975        | 47°57′08″N 26°30′24″E / 47.95221°N 26.50661°E | Încărcați imagine | Raportați eroare |
| 37093.01.01                              | Movila Șerpărie de la Strahotin / ansamblu anonim (Categorie: descoperire funerară) (Tip: movila)                                            | sat Strahotin, comuna Dângeni                 | Movila Șerpărie                        |                                                 | O.L. Șovan 2009                                   | 47°52′08″N 26°56′26″E / 47.86887°N 26.94059°E | Încărcați imagine | Raportați eroare |
| 37093.02.01                              | Movila de la Strahotin-Dealul Ponoarelor / ansamblu anonim (Categorie: descoperire funerară) (Tip: movila)                                   | sat Strahotin, comuna Dângeni                 | Dealul Ponoarelor                      |                                                 | O.L. Șovan 2009                                   | 47°51′04″N 26°55′49″E / 47.8511°N 26.93032°E  | Încărcați imagine | Raportați eroare |
| 37093.03.01                              | Situl arheologic de la Strahotin-Dealul Ponoarelor I / ansamblu anonim (Categorie: locuire) (Tip: așezare deschisă)                          | sat Strahotin, comuna Dângeni                 | Dealul Ponoarelor I                    | getică aprox. 450-300 ani                       | P. Șadurschi 1981                                 | 47°50′43″N 26°56′17″E / 47.84539°N 26.93817°E | Încărcați imagine | Raportați eroare |
| 37093.03.03                              | Situl arheologic de la Strahotin-Dealul Ponoarelor I / ansamblu anonim (Categorie: locuire) (Tip: așezare deschisă)                          | sat Strahotin, comuna Dângeni                 | Dealul Ponoarelor I                    | getică sec. II - III                            | P. Șadurschi 1981                                 | 47°50′43″N 26°56′17″E / 47.84539°N 26.93817°E | Încărcați imagine | Raportați eroare |
| 37093.03.02                              | Situl arheologic de la Strahotin-Dealul Ponoarelor I / ansamblu anonim (Categorie: locuire) (Tip: Necropolă plană)                           | sat Strahotin, comuna Dângeni                 | Dealul Ponoarelor I                    | getică aprox. 450-300 ani                       | P. Șadurschi 1981                                 | 47°50′43″N 26°56′17″E / 47.84539°N 26.93817°E | Încărcați imagine | Raportați eroare |
| 37208.06.01                              | Movila din Lanul Chiru I de la Sărata-Drăgușeni / ansamblu anonim (Categorie: descoperire funerară) (Tip: movila)                            | sat Sărata-Drăgușeni, comuna Drăgușeni        | Lanul Chiru I                          |                                                 | A. Păunescu, P. Șadurschi, V. Chirica 1973 - 1975 | 48°04′12″N 26°47′36″E / 48.07013°N 26.79332°E | Încărcați imagine | Raportați eroare |
| 37208.07.01                              | Movila din Lanul Chiru II de la Sărata-Drăgușeni / ansamblu anonim (Categorie: descoperire funerară) (Tip: movila)                           | sat Sărata-Drăgușeni, comuna Drăgușeni        | Lanul Chiru II                         |                                                 | A. Păunescu, P. Șadurschi, V. Chirica 1973 - 1975 | 48°04′11″N 26°47′39″E / 48.06976°N 26.79406°E | Încărcați imagine | Raportați eroare |
| 37208.08.01                              | Movila din Lanul Chiru III de la Sărata-Drăgușeni / ansamblu anonim (Categorie: descoperire funerară) (Tip: movila)                          | sat Sărata-Drăgușeni, comuna Drăgușeni        | Lanul Chiru III                        |                                                 | A. Păunescu, P. Șadurschi, V. Chirica 1973 - 1975 | 48°04′04″N 26°47′34″E / 48.06783°N 26.79275°E | Încărcați imagine | Raportați eroare |
| 37208.09.01                              | Movila de la Sărata-Drăgușeni - Movila Listaruc I / ansamblu anonim (Categorie: descoperire funerară) (Tip: movila)                          | sat Sărata-Drăgușeni, comuna Drăgușeni        | Movila Listaruc I                      |                                                 | A. Păunescu, P. Șadurschi, V. Chirica 1973 - 1975 | 48°03′55″N 26°47′47″E / 48.06535°N 26.79625°E | Încărcați imagine | Raportați eroare |
| 37208.10.01                              | Movila de la Sărata-Drăgușeni - Movila Listaruc II / ansamblu anonim (Categorie: descoperire funerară) (Tip: movila)                         | sat Sărata-Drăgușeni, comuna Drăgușeni        | Movila Listaruc II                     |                                                 | A. Păunescu, P. Șadurschi, V. Chirica 1973 - 1975 | 48°03′55″N 26°47′51″E / 48.06529°N 26.79745°E | Încărcați imagine | Raportați eroare |
| 38036.03.01                              | Așezarea din epoca bronzului de la Sadoveni - Lutărie / ansamblu anonim (Categorie: locuire) (Tip: Așezare)                                  | sat Sadoveni, comuna Manoleasa                | Lutărie                                | Noua aprox. 1500/1400-1150 ani                  | Cristian Ionuț Țuțu 2007                          | 47°59′32″N 27°07′10″E / 47.99222°N 27.11939°E | Încărcați imagine | Raportați eroare |
| 37440.01.01                              | Movila de la Stânca - Dealul Dumbrăvii / ansamblu anonim (Categorie: descoperire funerară) (Tip: Movilă)                                     | sat Stânca, comuna George Enescu              | Movila din Dealul Dumbrăvii            |                                                 | O. L. Șovan 2009                                  | 48°04′02″N 26°33′38″E / 48.06714°N 26.56059°E | Încărcați imagine | Raportați eroare |
| 37440.02.01                              | Movila de la Stânca - La Bobeică / ansamblu anonim (Categorie: descoperire funerară) (Tip: Movilă)                                           | sat Stânca, comuna George Enescu              | Movila La Bobeică                      |                                                 | O. L. Șovan 2009                                  | 48°03′53″N 26°32′44″E / 48.06478°N 26.54546°E | Încărcați imagine | Raportați eroare |
| 37501.05.01                              | Movila din Dealul Gogeasca de la Silișcani / ansamblu anonim (Categorie: descoperire funerară) (Tip: Movilă)                                 | sat Silișcani, comuna Gorbănești              | Movila din Dealul Gogeasca             |                                                 | O. L. Șovan 2009                                  | 47°44′01″N 26°52′17″E / 47.73348°N 26.87131°E | Încărcați imagine | Raportați eroare |
| 37501.06.01                              | Movila de la Silișcani - La Guranda / ansamblu anonim (Categorie: descoperire funerară) (Tip: Movilă)                                        | sat Silișcani, comuna Gorbănești              | La Guranda                             |                                                 | O.L. Șovan 2009                                   | 47°43′54″N 26°50′41″E / 47.73173°N 26.84482°E | Încărcați imagine | Raportați eroare |
| 37510.01.01                              | Movila Fața Socrujeni de la Socrujeni / ansamblu anonim (Categorie: descoperire funerară) (Tip: Movilă)                                      | sat Socrujeni, comuna Gorbănești              | Movila Fața Socrujeni                  |                                                 | O. L. Șovan 2009                                  | 47°46′30″N 26°55′26″E / 47.77504°N 26.92394°E | Încărcați imagine | Raportați eroare |
| 37510.02.01                              | Movila din Dealul Socrujeni de la Socrujeni / ansamblu anonim (Categorie: descoperire funerară) (Tip: Movilă)                                | sat Socrujeni, comuna Gorbănești              | Dealul Socrujeni                       |                                                 | O.L. Șovan 2009                                   | 47°46′05″N 26°55′44″E / 47.76811°N 26.9289°E  | Încărcați imagine | Raportați eroare |
| 37510.03.01                              | Movila de la Socrujeni - Podișul Șodănești II / ansamblu anonim (Categorie: descoperire funerară) (Tip: Movilă)                              | sat Socrujeni, comuna Gorbănești              | Podișul Șoldănești II                  |                                                 | O. L. Șovan 2009                                  | 47°45′20″N 26°55′29″E / 47.75566°N 26.92475°E | Încărcați imagine | Raportați eroare |
| 37510.04.01                              | Movila din Podișul Drislea de la Socrujeni / ansamblu anonim (Categorie: descoperire funerară) (Tip: Movilă)                                 | sat Socrujeni, comuna Gorbănești              | Podișul Drislea                        |                                                 | O. L. Șovan 2009                                  | 47°46′52″N 26°56′22″E / 47.78098°N 26.93953°E | Încărcați imagine | Raportați eroare |
| 37510.05.01                              | Movila Fântâna Pălimaru de la Socrujeni / ansamblu anonim (Categorie: descoperire funerară) (Tip: Movilă)                                    | sat Socrujeni, comuna Gorbănești              | Movila Fântâna Pălimaru                |                                                 | O. L. Șovan 2009                                  | 47°47′48″N 26°55′49″E / 47.79666°N 26.93021°E | Încărcați imagine | Raportați eroare |
| 37510.06.01                              | Movila de la Socrujeni - La Iazul lui Nechita / ansamblu anonim (Categorie: descoperire funerară) (Tip: Movilă)                              | sat Socrujeni, comuna Gorbănești              | La Iazul lui Nechita                   |                                                 | O. L. Șovan 2009                                  | 47°47′30″N 26°54′36″E / 47.79165°N 26.91012°E | Încărcați imagine | Raportați eroare |
| 37510.07.01                              | Movila din Podișul Sticea I de la Socrujeni / ansamblu anonim (Categorie: descoperire funerară) (Tip: Movilă)                                | sat Socrujeni, comuna Gorbănești              | Podișul Sticea I                       |                                                 | O.L. Șovan 2009                                   | 47°47′59″N 26°53′43″E / 47.79979°N 26.8954°E  | Încărcați imagine | Raportați eroare |
| 37510.08.01                              | Movila din Podișul Sticea II de la Socrujeni / ansamblu anonim (Categorie: descoperire funerară) (Tip: Movilă)                               | sat Socrujeni, comuna Gorbănești              | Podișul Sticea II                      |                                                 | O.L. Șovan 2009                                   | 47°48′01″N 26°54′13″E / 47.80034°N 26.90365°E | Încărcați imagine | Raportați eroare |
| 37510.09.01                              | Movila La Via lui Romănău de la Socrujeni / ansamblu anonim (Categorie: descoperire funerară) (Tip: Movilă)                                  | sat Socrujeni, comuna Gorbănești              | La Via lui Romănău                     |                                                 | O.L. Șovan 2009                                   | 47°48′32″N 26°55′27″E / 47.80902°N 26.9242°E  | Încărcați imagine | Raportați eroare |
| 37510.10.01                              | Movila din Podișul Șoldănești I de la Socrujeni / ansamblu anonim (Categorie: descoperire funerară) (Tip: Movilă)                            | sat Socrujeni, comuna Gorbănești              | Podișul Șoldănești I                   |                                                 | O. L. Șovan 2009                                  | 47°45′05″N 26°55′00″E / 47.7513°N 26.91664°E  | Încărcați imagine | Raportați eroare |
| 37663.04.01                              | Movila La Mălăiște I de la Slobozia-Hănești / ansamblu anonim (Categorie: descoperire funerară) (Tip: Movilă)                                | sat Slobozia Hănești, comuna Hănești          | Movila La Mălăiște I                   |                                                 | N. Zaharia, Em. Zaharia, F. Aprotosoaie 1972      | 47°54′16″N 27°00′40″E / 47.90436°N 27.01103°E | Încărcați imagine | Raportați eroare |
| 37663.05.01                              | Movila La Mălăiște II de la Slobozia Hănești / ansamblu anonim (Categorie: descoperire funerară) (Tip: Movilă)                               | sat Slobozia Hănești, comuna Hănești          | Movila La Mălăiște II                  |                                                 | N. Zaharia, Em. Zaharia, F. Aprotosoaie 1972      | 47°54′16″N 27°00′40″E / 47.90436°N 27.01103°E | Încărcați imagine | Raportați eroare |
| 37663.06.01                              | Movila din Dealul Viei de la Slobozia Hănești / ansamblu anonim (Categorie: descoperire funerară) (Tip: Movilă)                              | sat Slobozia Hănești, comuna Hănești          | Movila din Dealul Viei                 |                                                 | O. L. Șovan 2010                                  | 47°55′06″N 26°59′39″E / 47.91832°N 26.9941°E  | Încărcați imagine | Raportați eroare |
| 37663.07.01                              | Movila Baciului de la Slobozia Hănești / ansamblu anonim (Categorie: descoperire funerară) (Tip: Movilă)                                     | sat Slobozia Hănești, comuna Hănești          | Movila Baciului                        |                                                 | A. Păunescu, P. Șadurschi, V. Chirica 1973        | 47°54′41″N 27°02′22″E / 47.91137°N 27.03941°E | Încărcați imagine | Raportați eroare |
| 37654.03.01 (Cod LMI: BT-I-s-B-01828)    | Movila Hodoroaia de la Sărata-Basarab / ansamblu anonim (Categorie: descoperire funerară) (Tip: movilă)                                      | sat Sărata-Basarab, comuna Hănești            | Movila Hodoroaia                       |                                                 | O. L. Șovan 2009                                  | 47°56′08″N 27°01′26″E / 47.93552°N 27.02381°E | Încărcați imagine | Raportați eroare |
| 37663.08.01                              | Movila Slobozia Nord de la Slobozia Hănești / ansamblu anonim (Categorie: descoperire funerară) (Tip: Movilă)                                | sat Slobozia Hănești, comuna Hănești          | Slobozia Nord                          |                                                 | A. Păunescu, P. Șadurschi, V. Chirica 1973        | 47°55′44″N 26°59′14″E / 47.92892°N 26.98715°E | Încărcați imagine | Raportați eroare |
| 37654.01.01                              | Așezare paleolitică la Sărata Basarab - Vatra Satului / ansamblu anonim (Categorie: locuire civilă) (Tip: Așezare deschisă)                  | sat Sărata-Basarab, comuna Hănești            | Vatra Satului                          |                                                 | Vasile Diaconu 2004                               | 47°56′41″N 27°02′05″E / 47.94485°N 27.03462°E | Încărcați imagine | Raportați eroare |
| 37654.02.01                              | Situl arheologic de la Sărata-Basarab - Fața Satului / ansamblu anonim (Categorie: locuire civilă) (Tip: așezare)                            | sat Sărata-Basarab, comuna Hănești            | Fața Satului                           |                                                 | F. Aprotosoaie 1974                               | 47°56′26″N 27°02′59″E / 47.9406°N 27.04983°E  | Încărcați imagine | Raportați eroare |
| 37654.02.02                              | Situl arheologic de la Sărata-Basarab - Fața Satului / ansamblu anonim (Categorie: locuire civilă) (Tip: așezare)                            | sat Sărata-Basarab, comuna Hănești            | Fața Satului                           | Sântana de Mureș - Cerneahov sec. IV-V          | F. Aprotosoaie 1974                               | 47°56′26″N 27°02′59″E / 47.9406°N 27.04983°E  | Încărcați imagine | Raportați eroare |
| 37654.02.03                              | Situl arheologic de la Sărata-Basarab - Fața Satului / ansamblu anonim (Categorie: locuire civilă) (Tip: așezare deschisă)                   | sat Sărata-Basarab, comuna Hănești            | Fața Satului                           | Daci liberi sec. II-III                         | F. Aprotosoaie 1974                               | 47°56′26″N 27°02′59″E / 47.9406°N 27.04983°E  | Încărcați imagine | Raportați eroare |
| 37663.09.01                              | Așezarea de tip Hallstatt de la Slobozia-Hănești - La Odaie / ansamblu anonim (Categorie: locuire) (Tip: așezare deschisă)                   | sat Slobozia Hănești, comuna Hănești          | La Odaie                               |                                                 | V. Diaconu 2008-2009                              | 47°55′28″N 27°00′03″E / 47.9244°N 27.00078°E  | Încărcați imagine | Raportați eroare |
| 37663.10.01                              | Așezarea paleolitică de la Slobozia-La Zvâncu / ansamblu anonim (Categorie: locuire) (Tip: așezare deschisă)                                 | sat Slobozia Hănești, comuna Hănești          | La Zvâncu                              |                                                 | V. Diaconu 2004                                   | 47°54′18″N 27°00′00″E / 47.90495°N 26.99988°E | Încărcați imagine | Raportați eroare |
| 37663.11.01                              | Așezarea paleolitică de la Slobozia-Hănești - Muchia Dealului Hodoroaia / ansamblu anonim (Categorie: locuire) (Tip: așezare deschisă)       | sat Slobozia Hănești, comuna Hănești          | Muchia Dealului Hodoroaia              |                                                 | V. Diaconu 2008                                   | 47°55′01″N 27°02′00″E / 47.91697°N 27.03329°E | Încărcați imagine | Raportați eroare |
| 37048.03.01                              | Așezarea Cucuteni de la Străteni - Bahnă / ansamblu anonim (Categorie: locuire civilă) (Tip: așezare)                                        | sat Străteni, comuna Lozna                    | Bahnă                                  | Cucuteni - A-B                                  | P. Șadurschi 1980                                 | 47°55′48″N 26°15′46″E / 47.93007°N 26.26269°E | Încărcați imagine | Raportați eroare |
| 37048.04.01                              | Situl arheologic de la Străteni - Sub Tioc / ansamblu anonim (Categorie: descoperire funerară) (Tip: așezare deschisă)                       | sat Străteni, comuna Lozna                    | Sub Tioc                               | Cucuteni aprox. 4.500- 3.500 ani                | A. Nițu și N. Zaharia 1954                        | 47°55′37″N 26°16′01″E / 47.92696°N 26.26695°E | Încărcați imagine | Raportați eroare |
| 37048.04.02                              | Situl arheologic de la Străteni - Sub Tioc / ansamblu anonim (Categorie: descoperire funerară) (Tip: așezare deschisă)                       | sat Străteni, comuna Lozna                    | Sub Tioc                               | Geto-dacă aprox. 450-300 ani                    | A. Nițu și N. Zaharia 1954                        | 47°55′37″N 26°16′01″E / 47.92696°N 26.26695°E | Încărcați imagine | Raportați eroare |
| 37930.01.01                              | Movila din Dealul Găinăriei de la Stroiești / ansamblu anonim (Categorie: descoperire funerară) (Tip: Movilă)                                | sat Stroiești, comuna Lunca                   | Movila din Dealul Găinăriei            |                                                 | O. L. Șovan 2009                                  | 47°36′53″N 26°58′37″E / 47.61486°N 26.97701°E | Încărcați imagine | Raportați eroare |
| 38036.02.01                              | Așezarea paleolitică de la Sadoveni - Cotu Luncii / ansamblu anonim (Categorie: locuire) (Tip: așezare deschisă)                             | sat Sadoveni, comuna Manoleasa                | Cotul Luncii                           |                                                 | Fl. Mogoșanu 1961                                 | 47°59′19″N 27°08′38″E / 47.98872°N 27.14383°E | Încărcați imagine | Raportați eroare |
| 38303.01.01                              | Movila Caraiman de la Sărata / ansamblu anonim (Categorie: descoperire funerară) (Tip: Movilă)                                               | sat Sărata, comuna Mihălășeni                 | Movila Caraiman                        |                                                 | Nădejde Vasile C. și Țițu I. 1895                 | 47°54′39″N 27°06′21″E / 47.91086°N 27.10584°E | Încărcați imagine | Raportați eroare |
| 38303.02.01                              | Movila Sărata Est de la Sărata / ansamblu anonim (Categorie: descoperire funerară) (Tip: Movilă)                                             | sat Sărata, comuna Mihălășeni                 | Movila Sărata Est                      |                                                 | Nădejde Vasile C. și Țițu I. 1895                 | 47°54′33″N 26°07′22″E / 47.90921°N 26.12264°E | Încărcați imagine | Raportați eroare |
| 38303.03.01                              | Movila din Dealul Brăteni I de la Sărata / ansamblu anonim (Categorie: descoperire funerară) (Tip: Movilă)                                   | sat Sărata, comuna Mihălășeni                 | Movila din Dealul Brăteni I            |                                                 | A. Păunescu, P. Șadurschi, V. Chirica 1974        | 47°55′13″N 27°02′56″E / 47.92022°N 27.04881°E | Încărcați imagine | Raportați eroare |
| 38303.04.01                              | Movila din Dealul Brăteni II de la Sărata / ansamblu anonim (Categorie: descoperire funerară) (Tip: Movilă)                                  | sat Sărata, comuna Mihălășeni                 | Movila din Dealul Brăteni II           |                                                 | A. Păunescu, P. Șadurschi, V. Chirica 1974        | 47°55′16″N 27°02′51″E / 47.921°N 27.04761°E   | Încărcați imagine | Raportați eroare |
| 38303.05.01                              | Movila Păsniciței de la Sărata / ansamblu anonim (Categorie: descoperire funerară) (Tip: Movilă)                                             | sat Sărata, comuna Mihălășeni                 | Movila Păsniciței                      |                                                 | Buraga Gianin-Loredan și Hrițcu Ilie 2009         | 47°54′19″N 27°03′35″E / 47.9053°N 27.05968°E  | Încărcați imagine | Raportați eroare |
| 38303.06.01                              | Movila Geamăna de la Sărata / ansamblu anonim (Categorie: descoperire funerară) (Tip: Movilă)                                                | sat Sărata, comuna Mihălășeni                 | Movila Geamăna                         |                                                 | N. Filipescu-Dubău 1891                           | 47°55′43″N 27°02′00″E / 47.92855°N 27.03332°E | Încărcați imagine | Raportați eroare |
| 38303.07.01                              | Movila Mică de la Sărata / ansamblu anonim (Categorie: descoperire funerară) (Tip: Movilă)                                                   | sat Sărata, comuna Mihălășeni                 | Movila Mică                            |                                                 | A. Păunescu, P. Șadurschi, V. Chirica 1973        | 47°55′20″N 27°01′53″E / 47.92235°N 27.03125°E | Încărcați imagine | Raportați eroare |
| 38358.03.01                              | Movila din Dealul Trei Movile I de la Scutari / ansamblu anonim (Categorie: descoperire funerară) (Tip: Movilă)                              | sat Scutari, comuna Mileanca                  | Movila din Dealul Trei Movile I        |                                                 | A. Păunescu, P. Șadurschi, V. Chirica, 1973       | 48°03′07″N 26°43′34″E / 48.05208°N 26.72618°E | Încărcați imagine | Raportați eroare |
| 38358.04.01                              | Movila din Dealul Trei Movile II de la Scutari / ansamblu anonim (Categorie: descoperire funerară) (Tip: Movilă)                             | sat Scutari, comuna Mileanca                  | Movila din Dealul Trei Movile II       |                                                 | A. Păunescu, P. Șadurschi, V. Chirica 1973        | 48°03′01″N 26°43′38″E / 48.05036°N 26.72711°E | Încărcați imagine | Raportați eroare |
| 38358.05.01                              | Movila din Dealul Trei Movile III de la Scutari / ansamblu anonim (Categorie: descoperire funerară) (Tip: Movilă)                            | sat Scutari, comuna Mileanca                  | Movila din Dealul Trei Movile III      |                                                 | A. Păunescu, P. Șadurschi, V. Chirica 1973        | 48°02′55″N 26°43′41″E / 48.04852°N 26.72808°E | Încărcați imagine | Raportați eroare |
| 38358.06.01                              | Movila din Podiș de la Scutari / ansamblu anonim (Categorie: descoperire funerară) (Tip: Movilă)                                             | sat Scutari, comuna Mileanca                  | Movila din Podiș                       |                                                 | O. L. Șovan 2009                                  | 48°03′39″N 26°45′45″E / 48.06071°N 26.7626°E  | Încărcați imagine | Raportați eroare |
| 38358.07.01                              | Movila de la Scutari - Dealul lui Suhău / ansamblu anonim (Categorie: descoperire funerară) (Tip: Movilă)                                    | sat Scutari, comuna Mileanca                  | Dealul lui Suhău                       |                                                 | N. Filipescu-Dubău 1891                           | 48°04′25″N 26°45′58″E / 48.07357°N 26.76615°E | Încărcați imagine | Raportați eroare |
| 38358.08.01                              | Movila din Coasta Bulhacului de la Scutari / ansamblu anonim (Categorie: descoperire funerară) (Tip: Movilă)                                 | sat Scutari, comuna Mileanca                  | Movila din Coasta Bulhacului           |                                                 | O.L. Șovan 2009                                   | 48°04′29″N 26°44′48″E / 48.07475°N 26.74669°E | Încărcați imagine | Raportați eroare |
| 38367.03.01                              | Movila de la Seliștea - Dealul Piscului / ansamblu anonim (Categorie: descoperire funerară) (Tip: Movilă)                                    | sat Seliștea, comuna Mileanca                 | Movila din Dealul Piscului             |                                                 | O. L. Șovan 2009                                  | 48°06′42″N 26°41′25″E / 48.11177°N 26.69041°E | Încărcați imagine | Raportați eroare |
| 36444.04                                 | Movila la Slobozia - Carasa II / ansamblu anonim (Categorie: descoperire funerară) (Tip: Tumul)                                              | sat Slobozia, comuna Broscăuți                | Carasa II                              |                                                 | A. Păunescu, P. Șadurschi, V. Chirica 1975        | 47°57′03″N 26°30′29″E / 47.95072°N 26.50804°E | Încărcați imagine | Raportați eroare |
| 36444.08.01                              | Movilă funerară la Slobozia - Dealul Moscalului / ansamblu anonim (Categorie: descoperire funerară) (Tip: Tumul)                             | sat Slobozia, comuna Broscăuți                | Dealul Moscalului                      |                                                 |                                                   | 47°57′07″N 26°29′32″E / 47.95197°N 26.49213°E | Încărcați imagine | Raportați eroare |
| 36934.03.01                              | Situl arheologic de la Schit-Orășeni / ansamblu anonim (Categorie: locuire civilă) (Tip: așezare deschisă)                                   | sat Schit-Orășeni, comuna Cristești           | Dumbrava Mare                          | Sântana de Mureș - Cerneahov sec. IV-V          | P. Șadurschi, prof. Anton Ilie 1989               | 47°37′42″N 26°41′41″E / 47.62833°N 26.69473°E | Încărcați imagine | Raportați eroare |
| 37440.03.01                              | Situl arheologic de la Stânca - Cuciureanu / ansamblu anonim (Categorie: locuire) (Tip: așezare)                                             | sat Stânca, comuna George Enescu              | Cuciureanu                             | Cucuteni - B                                    | prof. Ioan Ignat 2004-2005                        | 48°03′44″N 26°33′44″E / 48.06229°N 26.56235°E | Încărcați imagine | Raportați eroare |
| 37440.03.02                              | Situl arheologic de la Stânca - Cuciureanu / ansamblu anonim (Categorie: locuire) (Tip: așezare)                                             | sat Stânca, comuna George Enescu              | Cuciureanu                             | Horodiștea-Gordinești aprox.3.500-2.500 ani     | prof. Ioan Ignat 2004-2005                        | 48°03′44″N 26°33′44″E / 48.06229°N 26.56235°E | Încărcați imagine | Raportați eroare |
| 37440.03.03                              | Situl arheologic de la Stânca - Cuciureanu / ansamblu anonim (Categorie: locuire) (Tip: așezare)                                             | sat Stânca, comuna George Enescu              | Cuciureanu                             | Costișa-Komariv aprox. 1.900-1.500 ani/1400 ani | prof. Ioan Ignat 2004-2005                        | 48°03′44″N 26°33′44″E / 48.06229°N 26.56235°E | Încărcați imagine | Raportați eroare |
| 37440.03.04                              | Situl arheologic de la Stânca - Cuciureanu / ansamblu anonim (Categorie: locuire) (Tip: așezare)                                             | sat Stânca, comuna George Enescu              | Cuciureanu                             | Noua aprox. 1500/1400-1150 ani                  | prof. Ioan Ignat 2004-2005                        | 48°03′44″N 26°33′44″E / 48.06229°N 26.56235°E | Încărcați imagine | Raportați eroare |
| 37440.03.5                               | Situl arheologic de la Stânca - Cuciureanu / ansamblu anonim (Categorie: locuire) (Tip: așezare)                                             | sat Stânca, comuna George Enescu              | Cuciureanu                             |                                                 | prof. Ioan Ignat 2004-2005                        | 48°03′44″N 26°33′44″E / 48.06229°N 26.56235°E | Încărcați imagine | Raportați eroare |
| 37440.03.06                              | Situl arheologic de la Stânca - Cuciureanu / ansamblu anonim (Categorie: locuire) (Tip: așezare)                                             | sat Stânca, comuna George Enescu              | Cuciureanu                             |                                                 | prof. Ioan Ignat 2004-2005                        | 48°03′44″N 26°33′44″E / 48.06229°N 26.56235°E | Încărcați imagine | Raportați eroare |
| 37440.03.07                              | Situl arheologic de la Stânca - Cuciureanu / ansamblu anonim (Categorie: locuire) (Tip: așezare)                                             | sat Stânca, comuna George Enescu              | Cuciureanu                             | Sântana de Mureș - Cerneahov sec. IV-V          | prof. Ioan Ignat 2004-2005                        | 48°03′44″N 26°33′44″E / 48.06229°N 26.56235°E | Încărcați imagine | Raportați eroare |
| 37440.04.01                              | Situl arheologic de la Stânca - Pe Stâncă / ansamblu anonim (Categorie: locuire) (Tip: așezare)                                              | sat Stânca, comuna George Enescu              | Pe Stâncă                              | Noua aprox. 1500/1400-1150 ani                  | prof. Ioan Ignat 2004-2005                        | 48°03′30″N 26°32′43″E / 48.05837°N 26.54516°E | Încărcați imagine | Raportați eroare |
| 37440.04.02                              | Situl arheologic de la Stânca - Pe Stâncă / ansamblu anonim (Categorie: locuire) (Tip: așezare)                                              | sat Stânca, comuna George Enescu              | Pe Stâncă                              | Sântana de Mureș - Cerneahov sec. IV-V          | prof. Ioan Ignat 2004-2005                        | 48°03′30″N 26°32′43″E / 48.05837°N 26.54516°E | Încărcați imagine | Raportați eroare |
| 37440.05.01                              | Situl arheologic de la Stânca - Armanca / ansamblu anonim (Categorie: locuire) (Tip: așezare)                                                | sat Stânca, comuna George Enescu              | Armanca                                | Noua aprox. 1500/1400-1150 ani                  | prof. Ioan Ignat 2004-2005                        | 48°03′21″N 26°32′30″E / 48.05597°N 26.54157°E | Încărcați imagine | Raportați eroare |
| 37440.05.02                              | Situl arheologic de la Stânca - Armanca / ansamblu anonim (Categorie: locuire) (Tip: așezare)                                                | sat Stânca, comuna George Enescu              | Armanca                                | Sântana de Mureș - Cerneahov sec. IV-V          | prof. Ioan Ignat 2004-2005                        | 48°03′21″N 26°32′30″E / 48.05597°N 26.54157°E | Încărcați imagine | Raportați eroare |
| 37663.12.01                              | Situl arheologic de la Slobozia Hănești - La Grajduri / ansamblu anonim (Categorie: locuire) (Tip: așezare deschisă)                         | sat Slobozia Hănești, comuna Hănești          | La Grajduri                            | Cucuteni - B                                    | A. Crâșmaru 1966                                  | 47°55′34″N 26°58′49″E / 47.92601°N 26.98036°E | Încărcați imagine | Raportați eroare |
| 37663.12.02                              | Situl arheologic de la Slobozia Hănești - La Grajduri / ansamblu anonim (Categorie: locuire) (Tip: așezare deschisă)                         | sat Slobozia Hănești, comuna Hănești          | La Grajduri                            | Horodiștea-Gordinești aprox.3.500-2.500 ani     | A. Crâșmaru 1966                                  | 47°55′34″N 26°58′49″E / 47.92601°N 26.98036°E | Încărcați imagine | Raportați eroare |
| 37663.13.01                              | Situl arheologic de la Slobozia Hănești - Pe Scruntar / ansamblu anonim (Categorie: locuire) (Tip: așezare deschisă)                         | sat Slobozia Hănești, comuna Hănești          | Pe Scruntar                            | Cucuteni                                        | N. Zaharia și Em. Zaharia 1954                    | 47°55′15″N 26°59′13″E / 47.92085°N 26.987°E   | Încărcați imagine | Raportați eroare |
| 37663.13.02                              | Situl arheologic de la Slobozia Hănești - Pe Scruntar / ansamblu anonim (Categorie: locuire) (Tip: așezare deschisă)                         | sat Slobozia Hănești, comuna Hănești          | Pe Scruntar                            | aprox. 4.500- 3.500 ani                         | N. Zaharia și Em. Zaharia 1954                    | 47°55′15″N 26°59′13″E / 47.92085°N 26.987°E   | Încărcați imagine | Raportați eroare |
| 37663.13.03                              | Situl arheologic de la Slobozia Hănești - Pe Scruntar / ansamblu anonim (Categorie: locuire) (Tip: așezare deschisă)                         | sat Slobozia Hănești, comuna Hănești          | Pe Scruntar                            | Sântana de Mureș - Cerneahov sec. IV-V          | N. Zaharia și Em. Zaharia 1954                    | 47°55′15″N 26°59′13″E / 47.92085°N 26.987°E   | Încărcați imagine | Raportați eroare |
| 37663.14.01                              | Movila Dubina de la Slobozia Hănești / ansamblu anonim (Categorie: descoperire funerară) (Tip: Movilă)                                       | sat Slobozia Hănești, comuna Hănești          | Movila Dubina                          |                                                 | A. Păunescu, P. Șadurschi, V. Chirica 1973        | 47°54′16″N 27°02′38″E / 47.90452°N 27.04391°E | Încărcați imagine | Raportați eroare |
| 37663.15.01                              | Movila Fetcu de la Slobozia Hănești / ansamblu anonim (Categorie: descoperire funerară) (Tip: Movilă)                                        | sat Slobozia Hănești, comuna Hănești          | Movila Fetcu                           |                                                 | A. Păunescu, P. Șadurschi, V. Chirica 1973        | 47°54′51″N 27°02′14″E / 47.91416°N 27.03733°E | Încărcați imagine | Raportați eroare |
| 37663.16.01                              | Movila de la Slobozia Hănești - Deasupra Sloboziei / ansamblu anonim (Categorie: descoperire funerară) (Tip: Movilă)                         | sat Slobozia Hănești, comuna Hănești          | Deasupra Sloboziei                     |                                                 | Vasile Diaconu 2008                               | 47°54′36″N 27°01′14″E / 47.91011°N 27.02063°E | Încărcați imagine | Raportați eroare |
| 37048.05.01                              | Așezarea din perioada migrațiilor de la Străteni - Podul Morii / ansamblu anonim (Categorie: locuire) (Tip: așezare deschisă)                | sat Străteni, comuna Lozna                    | Podul Morii                            | Sântana de Mureș - Cerneahov sec. IV-V          | Silvia Teodor și Paul Șadurschi 1979              | 47°55′46″N 26°15′35″E / 47.9294°N 26.25971°E  | Încărcați imagine | Raportați eroare |
| 37048.06.01                              | Așezarea hallstattiană de la Străteni - Dealul Morii / ansamblu anonim (Categorie: locuire) (Tip: așezare deschisă)                          | sat Străteni, comuna Lozna                    | Dealul Morii                           | Corlăteni - Chișinău aprox. 1.200-800 ani       | N. Zaharia 1953                                   | 47°55′50″N 26°15′59″E / 47.93046°N 26.26649°E | Încărcați imagine | Raportați eroare |
| 37930.02.01                              | Așezarea Cucuteni de la Stroiești - Hârtopul Găvanu / ansamblu anonim (Tip: așezare deschisă)                                                | sat Stroiești, comuna Lunca                   | Hârtopul Găvanu                        | Cucuteni aprox. 4.500- 3.500 ani                | O. L. Șovan 2007                                  | 47°35′53″N 26°57′28″E / 47.59807°N 26.95784°E | Încărcați imagine | Raportați eroare |
| 38312.01.01                              | Așezarea din perioada migrațiilor de la Slobozia-Silișcani - La Ponoare / ansamblu anonim (Categorie: locuire) (Tip: așezare deschisă)       | sat Slobozia Silișcani, comuna Mihălășeni     | La Ponoare                             | Sântana de Mureș - Cerneahov sec. IV-V          | O. L. Șovan 1982                                  | 47°52′09″N 27°04′48″E / 47.86925°N 27.08005°E | Încărcați imagine | Raportați eroare |
| 38303.08.01                              | Movila din Trei Movile I de la Sărata / ansamblu anonim (Categorie: descoperire funerară) (Tip: Movilă)                                      | sat Sărata, comuna Mihălășeni                 | Movila din Trei Movile I               |                                                 | A. Păunescu, P. Șadurschi, V. Chirica 1972-1975   | 47°54′24″N 27°06′55″E / 47.90664°N 27.11539°E | Încărcați imagine | Raportați eroare |
| 38303.09.01                              | Movila din Trei Movile II de la Sărata / ansamblu anonim (Categorie: descoperire funerară) (Tip: Mormânt tumular)                            | sat Sărata, comuna Mihălășeni                 | Movila din Trei Movile II              | Iamnaja aprox. 2.500-1.900 ani                  | A. Păunescu, P. Șadurschi, V. Chirica 1972-1975   | 47°54′23″N 27°06′58″E / 47.90635°N 27.11618°E | Încărcați imagine | Raportați eroare |
| 38303.09.02                              | Movila din Trei Movile II de la Sărata / ansamblu anonim (Categorie: descoperire funerară) (Tip: Mormânt tumular)                            | sat Sărata, comuna Mihălășeni                 | Movila din Trei Movile II              | Costișa-Komariv sau Noua aprox. 1.900-1150 ani  | A. Păunescu, P. Șadurschi, V. Chirica 1972-1975   | 47°54′23″N 27°06′58″E / 47.90635°N 27.11618°E | Încărcați imagine | Raportați eroare |
| 38358.09.01                              | Movila La Sărături de la Scutari / ansamblu anonim (Categorie: descoperire funerară) (Tip: Movilă)                                           | sat Scutari, comuna Mileanca                  | Movila La Sărături                     |                                                 | O. L. Șovan 2009                                  | 48°04′07″N 26°46′18″E / 48.06872°N 26.77161°E | Încărcați imagine | Raportați eroare |
| 38358.10.01                              | Situl arheologic de la Scutari - La Odaie / ansamblu anonim (Categorie: locuire) (Tip: așezare deschisă)                                     | sat Scutari, comuna Mileanca                  | La Odaie                               | Noua aprox. 1500/1400-1150 ani                  | A. Crâșmaru 1965                                  | 48°04′07″N 26°44′30″E / 48.06865°N 26.74166°E | Încărcați imagine | Raportați eroare |
| 38358.10.02                              | Situl arheologic de la Scutari - La Odaie / ansamblu anonim (Categorie: locuire) (Tip: așezare deschisă)                                     | sat Scutari, comuna Mileanca                  | La Odaie                               |                                                 | A. Crâșmaru 1965                                  | 48°04′07″N 26°44′30″E / 48.06865°N 26.74166°E | Încărcați imagine | Raportați eroare |
| 38358.11.01                              | Așezarea de Epoca bronzului de la Scutari - La Rotariu / ansamblu anonim (Categorie: locuire) (Tip: așezare)                                 | sat Scutari, comuna Mileanca                  | La Rotariu                             | Noua aprox. 1500/1400-1150 ani                  | A. Crâșmaru 1965                                  | 48°02′33″N 26°45′40″E / 48.04258°N 26.76115°E | Încărcați imagine | Raportați eroare |
| 38884.03.01                              | Movila din Coasta lui Leon de la Sărata / ansamblu anonim (Categorie: descoperire funerară) (Tip: Movilă)                                    | sat Sărata, comuna Românești                  | Movila din Coasta lui Leon             |                                                 | O. L. Șovan 2009                                  | 47°42′26″N 27°10′53″E / 47.70712°N 27.18145°E | Încărcați imagine | Raportați eroare |
| 38884.04.01                              | Movila din Tudor de la Sărata / ansamblu anonim (Categorie: descoperire funerară) (Tip: Movilă)                                              | sat Sărata, comuna Românești                  | Movila din Tudor                       |                                                 | O.L. Șovan 2009                                   | 47°41′27″N 27°11′00″E / 47.69083°N 27.18337°E | Încărcați imagine | Raportați eroare |
| 38900.04.01                              | Movila din Dealul Cimitirului II de la Santa Mare / ansamblu anonim (Categorie: descoperire funerară) (Tip: Movilă)                          | sat Santa Mare, comuna Santa Mare             | Movila din Dealul Cimitirului II       |                                                 | 1908 1870                                         | 47°37′04″N 27°20′22″E / 47.6179°N 27.33933°E  | Încărcați imagine | Raportați eroare |
| 38900.05.01                              | Movila din Dealul Cimitirului III de la Santa Mare / ansamblu anonim (Categorie: descoperire funerară) (Tip: Movilă)                         | sat Santa Mare, comuna Santa Mare             | Movila din Dealul Cimitirului III      |                                                 | 1908 1870                                         | 47°37′06″N 27°20′16″E / 47.61831°N 27.33777°E | Încărcați imagine | Raportați eroare |
| 38900.06.01                              | Movila Santa Mare de la Santa Mare / ansamblu anonim (Categorie: descoperire funerară) (Tip: Movilă)                                         | sat Santa Mare, comuna Santa Mare             | Movila Santa Mare                      |                                                 | O.L. Șovan 2009                                   | 47°36′31″N 27°21′25″E / 47.6087°N 27.35685°E  | Încărcați imagine | Raportați eroare |
| 38900.07.01                              | Movila din Dealul Cimitirului VI de la Santa Mare / ansamblu anonim (Categorie: descoperire funerară) (Tip: Movilă)                          | sat Santa Mare, comuna Santa Mare             | Movila din Dealul Cimitirului VI       |                                                 | O.L. Șovan 2009                                   | 47°36′05″N 27°21′54″E / 47.60132°N 27.36504°E | Încărcați imagine | Raportați eroare |
| 38900.08.01                              | Movila din Tarlaua La Iaz de la Santa Mare / ansamblu anonim (Categorie: descoperire funerară) (Tip: Movilă)                                 | sat Santa Mare, comuna Santa Mare             | Movila din Tarlaua La Iaz              |                                                 | O. L. Șovan 2009                                  | 47°34′26″N 27°19′40″E / 47.5738°N 27.32764°E  | Încărcați imagine | Raportați eroare |
| 38900.09                                 | Movila Cracalia de la Santa Mare / ansamblu anonim (Categorie: descoperire funerară) (Tip: Movilă)                                           | sat Santa Mare, comuna Santa Mare             | Movila Cracalia                        |                                                 | O. L. Șovan 2009                                  | 47°35′33″N 27°19′43″E / 47.59241°N 27.32853°E | Încărcați imagine | Raportați eroare |
| 38900.10.01                              | Movila din Dealul Cimitirului IV de la Santa Mare / ansamblu anonim (Categorie: descoperire funerară) (Tip: Movilă)                          | sat Santa Mare, comuna Santa Mare             | Movila din Dealul Cimitirului IV       |                                                 | O.L. Șovan 2008                                   | 47°36′41″N 27°21′19″E / 47.61139°N 27.35541°E | Încărcați imagine | Raportați eroare |
| 38900.11.01                              | Movila din Dealul Cimitirului V de la Santa Mare / ansamblu anonim (Categorie: descoperire funerară) (Tip: Movilă)                           | sat Santa Mare, comuna Santa Mare             | Movila din Dealul Cimitirului V        |                                                 | O.L. Șovan 2008                                   | 47°36′45″N 27°21′15″E / 47.61253°N 27.35429°E | Încărcați imagine | Raportați eroare |
| 36079.07                                 | Movila din Dealul Podriga de la Săveni / ansamblu anonim (Categorie: descoperire funerară) (Tip: Movilă)                                     | oraș Săveni                                   | Movila din Dealul Podriga              |                                                 | O. L. Șovan 2009                                  | 47°59′56″N 26°51′18″E / 47.9988°N 26.85505°E  | Încărcați imagine | Raportați eroare |
| 36079.08.01                              | Movila din Dealul Germania de la Săveni / ansamblu anonim (Categorie: descoperire funerară) (Tip: Movilă)                                    | oraș Săveni                                   | Movila din Dealul Germania             |                                                 | O. L. Șovan 2009                                  | 47°58′58″N 26°49′19″E / 47.98289°N 26.82198°E | Încărcați imagine | Raportați eroare |
| 36079.09.01                              | Movila Sat Nou de la Săveni / ansamblu anonim (Categorie: descoperire funerară) (Tip: Movilă)                                                | oraș Săveni                                   | Movila Sat Nou                         |                                                 | O.L. Șovan 2009                                   | 47°57′47″N 26°50′39″E / 47.96304°N 26.84414°E | Încărcați imagine | Raportați eroare |
| 36079.10.01                              | Movila Sărături I de la Săveni / ansamblu anonim (Categorie: descoperire funerară) (Tip: Movilă)                                             | oraș Săveni                                   | Movila Sărături I                      |                                                 | O.L. Șovan 2008                                   | 47°59′27″N 26°51′17″E / 47.99073°N 26.85461°E | Încărcați imagine | Raportați eroare |
| 36079.11.01                              | Movila Sărături II de la Săveni / ansamblu anonim (Categorie: descoperire funerară) (Tip: Movilă)                                            | oraș Săveni                                   | Movila Sărături II                     |                                                 | O. L. Șovan 2008                                  | 47°59′24″N 26°51′19″E / 47.99003°N 26.85514°E | Încărcați imagine | Raportați eroare |
| 36079.12.01                              | Movila Sărături III de la Săveni / ansamblu anonim (Categorie: descoperire funerară) (Tip: Movilă)                                           | oraș Săveni                                   | Movila Sărături III                    |                                                 | O. L. Șovan 2008                                  | 47°59′20″N 26°51′18″E / 47.98884°N 26.85494°E | Încărcați imagine | Raportați eroare |
| 36079.13.01                              | Situl arheologic de la Săveni - Loturi / ansamblu anonim (Categorie: locuire) (Tip: așezare deschisă)                                        | oraș Săveni                                   | Loturi                                 | Cucuteni - B                                    | Gh. Maica, D. Țurcanu și P. Luță 1978             | 47°57′21″N 26°51′43″E / 47.95576°N 26.86198°E | Încărcați imagine | Raportați eroare |
| 36079.13.02                              | Situl arheologic de la Săveni - Loturi / ansamblu anonim (Categorie: locuire) (Tip: așezare deschisă)                                        | oraș Săveni                                   | Loturi                                 | Sântana de Mureș - Cerneahov sec. IV-V          | Gh. Maica, D. Țurcanu și P. Luță 1978             | 47°57′21″N 26°51′43″E / 47.95576°N 26.86198°E | Încărcați imagine | Raportați eroare |
| 35900.01.01                              | Movila Siliștea de la Siliștea / ansamblu anonim (Categorie: descoperire funerară) (Tip: Movilă)                                             | sat Siliștea, comuna Stăuceni                 | Movila Siliștea                        |                                                 | O. L. Șovan 2009                                  | 47°42′40″N 26°45′10″E / 47.71103°N 26.75287°E | Încărcați imagine | Raportați eroare |
| 35893.02.01                              | Movila La Izvoare de la Stăuceni / ansamblu anonim (Categorie: descoperire funerară) (Tip: Movilă)                                           | sat Stăuceni, comuna Stăuceni                 | Movila La Izvoare                      |                                                 | O. L. Șovan 2009                                  | 47°43′47″N 26°46′10″E / 47.72976°N 26.76954°E | Încărcați imagine | Raportați eroare |
| 35893.03.01                              | Movila La Morișcă de la Stăuceni / ansamblu anonim (Categorie: descoperire funerară) (Tip: Movilă)                                           | sat Stăuceni, comuna Stăuceni                 | Movila La Morișcă                      |                                                 | O. L. Șovan 2009                                  | 47°45′08″N 26°46′08″E / 47.75217°N 26.76883°E | Încărcați imagine | Raportați eroare |
| 35893.04.01                              | Movila din Dealul Ferma Veche I de la Stăuceni / ansamblu anonim (Categorie: descoperire funerară) (Tip: Movilă)                             | sat Stăuceni, comuna Stăuceni                 | Movila din Dealul Ferma Veche I        |                                                 | O. L. Șovan 2009                                  | 47°45′42″N 26°46′32″E / 47.76176°N 26.77551°E | Încărcați imagine | Raportați eroare |
| 35893.05.01                              | Movila din Dealul Ferma Veche II de la Stăuceni / ansamblu anonim (Categorie: descoperire funerară) (Tip: Movilă)                            | sat Stăuceni, comuna Stăuceni                 | Movila din Dealul Ferma Veche II       |                                                 | O.L. Șovan 2009                                   | 47°45′55″N 26°46′20″E / 47.76527°N 26.77224°E | Încărcați imagine | Raportați eroare |
| 38991.06.01                              | Movila Comănești de la Suharău / ansamblu anonim (Tip: Movilă)                                                                               | sat Suharău, comuna Suharău                   | Movila Comănești                       |                                                 | O. L. Șovan 2009                                  | 48°09′47″N 26°24′33″E / 48.163°N 26.40913°E   | Încărcați imagine | Raportați eroare |
| 39042.02.01                              | Movila La Balta Mare de la Smârdan / ansamblu anonim (Categorie: descoperire funerară) (Tip: Movilă)                                         | sat Smârdan, comuna Suharău                   | Movila La Balta Mare                   |                                                 | O. L. Șovan 2009                                  | 48°04′02″N 26°28′29″E / 48.06736°N 26.47477°E | Încărcați imagine | Raportați eroare |
| 39042.03.01                              | Movila din Dealul Sivirincu de la Smârdan / ansamblu anonim (Categorie: descoperire funerară) (Tip: Movilă)                                  | sat Smârdan, comuna Suharău                   | Movila din Dealul Sivirincu            |                                                 | O.L. Șovan 2009                                   | 48°04′50″N 26°28′57″E / 48.08056°N 26.4826°E  | Încărcați imagine | Raportați eroare |
| 39042.04.01                              | Movila din Dealul Ileasca I de la Smârdan / ansamblu anonim (Categorie: descoperire funerară) (Tip: Movilă)                                  | sat Smârdan, comuna Suharău                   | Movila din Dealul Ileasca I            |                                                 | O. L. Șovan 2009                                  | 48°04′43″N 26°30′01″E / 48.07864°N 26.50031°E | Încărcați imagine | Raportați eroare |
| 39042.05.01                              | Movila din Dealul Ileasca II de la Smârdan / ansamblu anonim (Categorie: descoperire funerară) (Tip: Movilă)                                 | sat Smârdan, comuna Suharău                   | Movila din Dealul Ileasca II           |                                                 | O. L. Șovan 2009                                  | 48°04′49″N 26°30′45″E / 48.08021°N 26.51256°E | Încărcați imagine | Raportați eroare |
| 39060.03.01                              | Așezarea Cucuteni de la Sulița - Dealul Chiscului / ansamblu anonim (Categorie: locuire) (Tip: așezare deschisă)                             | sat Sulița, comuna Sulița                     | Dealul Chiscului                       | Cucuteni - A                                    | înv. Ștefan Ciubotaru 1974                        | 47°39′30″N 26°55′33″E / 47.65832°N 26.92572°E | Încărcați imagine | Raportați eroare |
| 39060.04.01                              | Așezarea de perioadă medievală de la Sulița - La Țintirim / ansamblu anonim (Categorie: locuire) (Tip: așezare deschisă)                     | sat Sulița, comuna Sulița                     | La Țintirim                            |                                                 | înv. Ștefan Ciubotaru 1974                        | 47°40′10″N 26°55′06″E / 47.66941°N 26.91845°E | Încărcați imagine | Raportați eroare |
| 39060.05.01                              | Movila din Dealul Ciocănești de la Sulița / ansamblu anonim (Categorie: descoperire funerară) (Tip: Movilă)                                  | sat Sulița, comuna Sulița                     | Movila din Dealul Ciocănești           |                                                 | O.L. Șovan 2009                                   | 47°40′24″N 26°55′21″E / 47.67326°N 26.9226°E  | Încărcați imagine | Raportați eroare |
| 39060.06.01                              | Movila din Dealul Ceretei de la Sulița / ansamblu anonim (Categorie: descoperire funerară) (Tip: Movilă)                                     | sat Sulița, comuna Sulița                     | Movila din Dealul Ceretei              |                                                 | O.L. Șovan 2009                                   | 47°40′09″N 26°57′17″E / 47.66909°N 26.95471°E | Încărcați imagine | Raportați eroare |
| 39060.07.01                              | Movila din Dealul Moga de la Sulița / ansamblu anonim (Categorie: descoperire funerară) (Tip: Movilă)                                        | sat Sulița, comuna Sulița                     | Movila din Dealul Moga                 |                                                 | O.L. Șovan 2009                                   | 47°40′29″N 26°57′26″E / 47.67459°N 26.95715°E | Încărcați imagine | Raportați eroare |
| 39060.08.01                              | Movila Fundătura de la Sulița / ansamblu anonim (Categorie: descoperire funerară) (Tip: Movilă)                                              | sat Sulița, comuna Sulița                     | Movila Fundătura                       |                                                 | O.L. Șovan 2009                                   | 47°40′14″N 26°58′30″E / 47.67064°N 26.9751°E  | Încărcați imagine | Raportați eroare |
| 39060.09.01                              | Movila La Mășcăteni de la Sulița / ansamblu anonim (Categorie: descoperire funerară) (Tip: Movilă)                                           | sat Sulița, comuna Sulița                     | Movila La Mășcăteni                    |                                                 | O.L. Șovan 2009                                   | 47°40′53″N 26°59′17″E / 47.6813°N 26.98816°E  | Încărcați imagine | Raportați eroare |
| 39202.04.01                              | Așezarea din epoca bronzului de la Stânca - Dealul Foișor / ansamblu anonim (Categorie: locuire) (Tip: așezare deschisă)                     | localitate componentă Stânca, oraș Ștefănești | Dealul Foișor                          | Noua aprox. 1500/1400-1150 ani                  | P. Șadurschi 2000                                 | 47°49′38″N 27°12′39″E / 47.82722°N 27.21074°E | Încărcați imagine | Raportați eroare |
| 39202.05.01                              | Movila După Fâșie de la Stânca / ansamblu anonim (Categorie: descoperire funerară) (Tip: Movilă)                                             | localitate componentă Stânca, oraș Ștefănești | Movila După Fâșie                      |                                                 | O.L. Șovan 2009                                   | 47°49′49″N 27°12′33″E / 47.83019°N 27.20915°E | Încărcați imagine | Raportați eroare |
| 39202.06.01                              | Movila Râșca Mare I de la Stânca / ansamblu anonim (Categorie: descoperire funerară) (Tip: Movilă)                                           | localitate componentă Stânca, oraș Ștefănești | Movila Râșca Mare I                    |                                                 | O.L. Șovan 2009                                   | 47°49′56″N 27°11′35″E / 47.83231°N 27.1931°E  | Încărcați imagine | Raportați eroare |
| 39202.07.01                              | Movila Râșca Mare II de la Stânca / ansamblu anonim (Categorie: descoperire funerară) (Tip: Movilă)                                          | localitate componentă Stânca, oraș Ștefănești | Movila Râșca Mare II                   |                                                 | O.L. Șovan 2009                                   | 47°49′53″N 27°11′40″E / 47.83151°N 27.19436°E | Încărcați imagine | Raportați eroare |
| 39202.08.01                              | Movila Clin Râșca de la Stânca / ansamblu anonim (Categorie: descoperire funerară) (Tip: Movilă)                                             | localitate componentă Stânca, oraș Ștefănești | Movila Clin Râșca                      |                                                 | O.L. Șovan 2009                                   | 47°50′40″N 27°10′37″E / 47.84438°N 27.1769°E  | Încărcați imagine | Raportați eroare |
| 39202.09.01                              | Movila Popoaia de la Stânca / ansamblu anonim (Categorie: descoperire funerară) (Tip: Movilă)                                                | localitate componentă Stânca, oraș Ștefănești | Movila Popoaia                         |                                                 | O.L. Șovan 2009                                   | 47°50′24″N 27°09′47″E / 47.83989°N 27.16294°E | Încărcați imagine | Raportați eroare |
| 39202.10.01                              | Movila din Șesul Bașeului de la Stânca / ansamblu anonim (Categorie: descoperire funerară) (Tip: Movilă)                                     | localitate componentă Stânca, oraș Ștefănești | Movila din Șesul Bașeului              |                                                 | O.L. Șovan 2009                                   | 47°50′07″N 27°09′09″E / 47.83517°N 27.15261°E | Încărcați imagine | Raportați eroare |
| 39202.02.01                              | Situl arheologic de la Stânca - Dealul Râșca Mare / ansamblu anonim (Categorie: locuire) (Tip: așezare deschisă)                             | localitate componentă Stânca, oraș Ștefănești | Dealul Râșca Mare                      | Daci liberi sec. II-III                         | O. L. Șovan 1982                                  | 47°50′18″N 27°11′48″E / 47.83835°N 27.19663°E | Încărcați imagine | Raportați eroare |
| 39202.02.02                              | Situl arheologic de la Stânca - Dealul Râșca Mare / ansamblu anonim (Categorie: locuire) (Tip: Necropolă plană)                              | localitate componentă Stânca, oraș Ștefănești | Dealul Râșca Mare                      | Daci liberi sec. II-III                         | O. L. Șovan 1982                                  | 47°50′18″N 27°11′48″E / 47.83835°N 27.19663°E | Încărcați imagine | Raportați eroare |
| 39587.01.01                              | Movila La Odaie de la Soroceni / ansamblu anonim (Categorie: descoperire funerară) (Tip: Movilă)                                             | sat Soroceni, comuna Unțeni                   | Movila La Odaie                        |                                                 | O. L. Șovan 2009                                  | 47°46′25″N 26°48′51″E / 47.77355°N 26.81411°E | Încărcați imagine | Raportați eroare |
| 39587.02.01                              | Movila din Țarna Veche de la Soroceni / ansamblu anonim (Categorie: descoperire funerară) (Tip: Movilă)                                      | sat Soroceni, comuna Unțeni                   | Movila din Țarna Veche                 |                                                 | O. L. Șovan 2009                                  | 47°47′27″N 26°48′48″E / 47.79075°N 26.81344°E | Încărcați imagine | Raportați eroare |
| 39649.04.01                              | Movila La Hat de la Saucenița / ansamblu anonim (Categorie: descoperire funerară) (Tip: Movilă)                                              | sat Saucenița, comuna Văculești               | Movila La Hat                          |                                                 | O.L. Șovan 2009                                   | 47°53′28″N 26°21′44″E / 47.89106°N 26.36209°E | Încărcați imagine | Raportați eroare |
| 39649.05.01                              | Movila din Dealul Viei de la Saucenița / ansamblu anonim (Categorie: descoperire funerară) (Tip: Movilă)                                     | sat Saucenița, comuna Văculești               | Movila din Dealul Viei                 |                                                 | O.L. Șovan 2009                                   | 47°54′02″N 26°22′44″E / 47.90051°N 26.37881°E | Încărcați imagine | Raportați eroare |
| 39649.06.01                              | Movila din Dealul Deasupra Cișmelei II de la Saucenița / ansamblu anonim (Categorie: descoperire funerară) (Tip: Movilă)                     | sat Saucenița, comuna Văculești               | Movila din Dealul Deasupra Cișmelei II |                                                 | A. Păunescu, P. Șadurschi, V. Chirica 1973-1974   | 47°53′47″N 26°24′31″E / 47.89648°N 26.4087°E  | Încărcați imagine | Raportați eroare |
| 39827.05.01 (Cod LMI: BT-I-s-B-01829)    | Movila Din Față IV de la Sârbi / ansamblu anonim (Categorie: descoperire funerară) (Tip: Movilă)                                             | sat Sârbi, comuna Vlăsinești                  | Movila Din Față IV                     |                                                 | A. Păunescu, P. Șadurschi, V. Chirica 1973        | 47°56′41″N 26°55′57″E / 47.94466°N 26.93246°E | Încărcați imagine | Raportați eroare |
| 39827.06.01 (Cod LMI: BT-I-s-B-01829)    | Movila din Racla de la Sârbi / ansamblu anonim (Categorie: descoperire funerară) (Tip: Movilă)                                               | sat Sârbi, comuna Vlăsinești                  | Movila din Racla                       |                                                 | A. Păunescu, P. Șadurschi, V. Chirica 1973        | 47°57′21″N 26°55′27″E / 47.95573°N 26.92417°E | Încărcați imagine | Raportați eroare |
| 37093.04.01                              | Situl arheologic de la Strahotin-Dealul Ponoarelor II / ansamblu anonim (Categorie: descoperire funerară) (Tip: Necropolă)                   | sat Strahotin, comuna Dângeni                 | Dealul Ponoarelor II                   | Getică aprox. 650-450/300 ani                   | P. Șadurschi 1980                                 | 47°51′07″N 26°55′44″E / 47.85188°N 26.92883°E | Încărcați imagine | Raportați eroare |
| 37663.17.01                              | Movila La Mălăiște III de la Slobozia-Hănești / ansamblu anonim (Categorie: descoperire funerară) (Tip: Movilă)                              | sat Slobozia Hănești, comuna Hănești          | Movila La Mălăiște III                 | Jamnaia                                         | N. Zaharia, Em. Zaharia și F. Aprotosoaie 1971    | 47°54′10″N 27°00′50″E / 47.90264°N 27.01392°E | Încărcați imagine | Raportați eroare |
| 37663.18.01                              | Movila La Mălăiște IV de la Slobozia-Hănești / ansamblu anonim (Categorie: descoperire funerară) (Tip: Movilă)                               | sat Slobozia Hănești, comuna Hănești          | Movila La Mălăiște IV                  | sarmatică                                       | N. Zaharia, Em. Zaharia și F. Aprotosoaie 1971    | 47°54′13″N 27°00′52″E / 47.90358°N 27.01458°E | Încărcați imagine | Raportați eroare |
| 37663.19.01                              | Movila La Mălăiște V de la Slobozia-Hănești / ansamblu anonim (Categorie: descoperire funerară) (Tip: Movilă)                                | sat Slobozia Hănești, comuna Hănești          | Movila La Mălăiște V                   | Jamnaia                                         | N. Zaharia, Em. Zaharia și F. Aprotosoaie 1971    | 47°54′10″N 27°00′55″E / 47.90287°N 27.01541°E | Încărcați imagine | Raportați eroare |
| 37663.19.02                              | Movila La Mălăiște V de la Slobozia-Hănești / ansamblu anonim (Categorie: descoperire funerară) (Tip: Movilă)                                | sat Slobozia Hănești, comuna Hănești          | Movila La Mălăiște V                   | sarmatică                                       | N. Zaharia, Em. Zaharia și F. Aprotosoaie 1971    | 47°54′10″N 27°00′55″E / 47.90287°N 27.01541°E | Încărcați imagine | Raportați eroare |
| 38036.05.01                              | Peștera Stânca Ripiceni de la Sadoveni / ansamblu anonim (Categorie: locuire) (Tip: Peșteră)                                                 | sat Sadoveni, comuna Manoleasa                | Peștera Stânca Ripiceni                | Gravetiană                                      | P. Enculescu 1908                                 | 47°57′54″N 27°08′34″E / 47.96502°N 27.14287°E | Încărcați imagine | Raportați eroare |
| 38036.06.01                              | Peștera de la Sadoveni - Colina Stânca Ripiceni / ansamblu anonim (Categorie: locuire) (Tip: Peșteră)                                        | sat Sadoveni, comuna Manoleasa                | Colina Stânca Ripiceni                 | Gravetian                                       | P. Enculescu 1908                                 | 47°57′50″N 27°08′34″E / 47.96381°N 27.14288°E | Încărcați imagine | Raportați eroare |
| 38358.12.01                              | Movila din Dealul Trei Movile IV / ansamblu anonim (Categorie: descoperire funerară) (Tip: Movilă)                                           | sat Scutari, comuna Mileanca                  | Movila din Dealul Trei Movile IV       |                                                 | A. Păunescu, P. Șadurschi,V. Chirica 1973         | 48°02′55″N 26°43′47″E / 48.04871°N 26.72968°E | Încărcați imagine | Raportați eroare |
| 38303.10.01                              | Movila din Dealul Trei Movile III de la Sărata / ansamblu anonim (Categorie: descoperire funerară) (Tip: Movilă)                             | sat Sărata, comuna Mihălășeni                 | Movila din Dealul Trei Movile III      |                                                 | informații culese de F. Burtănescu                | 48°02′57″N 26°43′49″E / 48.04914°N 26.7304°E  | Încărcați imagine | Raportați eroare |
| 39202.11.01                              | Așezarea Cucuteni de la Stânca - Stânca Doamnei / ansamblu anonim (Categorie: locuire) (Tip: Așezare deschisă)                               | localitate componentă Stânca, oraș Ștefănești | Stânca Doamnei                         | Cucuteni - B1                                   | 1974                                              | 47°49′57″N 27°13′25″E / 47.83259°N 27.22358°E | Încărcați imagine | Raportați eroare |
| 39202.12.01                              | Așezarea din epoca paleolitică de la Stânca - Vatra Satului / ansamblu anonim (Categorie: locuire) (Tip: Așezare deschisă)                   | localitate componentă Stânca, oraș Ștefănești | Vatra Satului                          | Musteriană                                      | 1959                                              | 47°49′20″N 27°12′49″E / 47.8223°N 27.21357°E  | Încărcați imagine | Raportați eroare |
| 36444.09.01                              | Movila din Dealul Ghilanca de la Slobozia / ansamblu anonim (Categorie: descoperire funerară) (Tip: Movilă)                                  | sat Slobozia, comuna Broscăuți                | Movila din Dealul Ghilanca             |                                                 | O. L. Șovan 2009                                  | 47°59′39″N 26°30′03″E / 47.99429°N 26.50091°E | Încărcați imagine | Raportați eroare |